# Operation Dexterity
Arawe –
Dexterity/Kap Gloucester –
Talasea –
Jacquinotbucht –
Wide Bay–Open Bay 

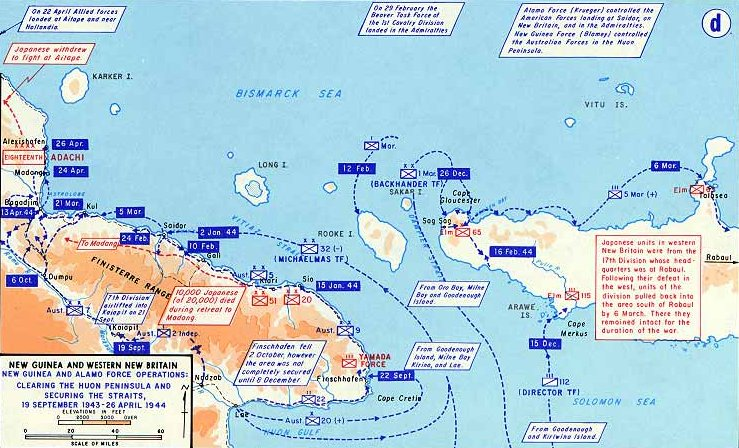
Operation Cartwheel – Operationen auf Neuguinea und Neubritannien

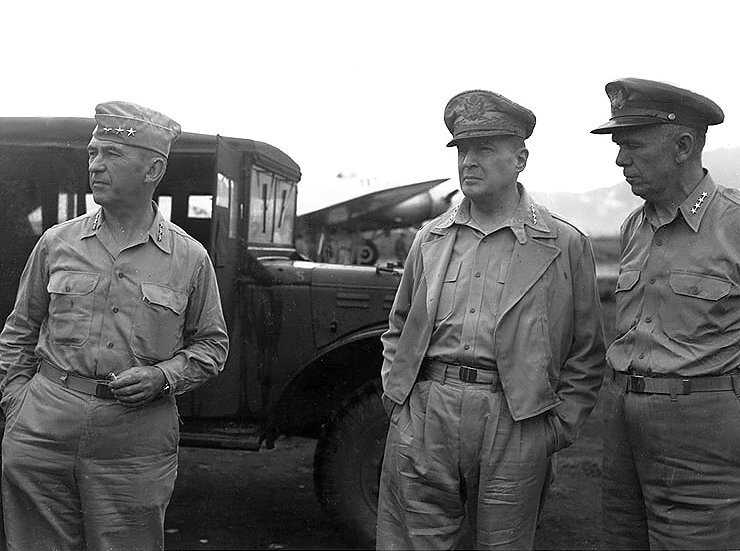
Lieutenant General Walter Krueger, General Douglas MacArthur, General George C. Marshall, Ende 1943

Die Operation Dexterity (deutsch Operation Geschicklichkeit) war ein Unternehmen des Oberkommandos der US-Streitkräfte im Südwestpazifik unter General Douglas MacArthur während des Pazifikkriegs im Zweiten Weltkrieg. Sie umfasste die Landungen bei Arawe und am Kap Gloucester im Nordwesten von Neubritannien, in der heutigen West New Britain Province Papua-Neuguineas, ab dem 15. Dezember 1943, sowie die Eroberung des japanischen Tuluvu-Flugfeldes am 30. Dezember eben dort. Die Operation war Teil des Neubritannienfeldzugs und endete offiziell am 10. Februar 1944.

## Vorgeschichte und Planung
Im Frühjahr 1942 hatte das Japanische Kaiserreich seine Ziele im pazifischen Raum weitgehend erreicht. Fast das gesamte Gebiet zwischen Birma und dem Bismarck-Archipel befand sich unter japanischer Kontrolle. Nunmehr sollten weitere Offensiven gegen die alliierten Positionen diese zu einer Entscheidungsschlacht und Verhandlungen zwingen. Die japanischen Offensivpläne scheiterten jedoch in der Schlacht bei Midway im Juni 1942 und auch die Einnahme von Port Moresby auf Neuguinea schlug fehl. Als im August 1942 die Alliierten auch im Südpazifik eine erste Gegenoffensive gegen die Insel Guadalcanal einleiteten wurden die japanischen Streitkräfte in die Defensive gedrängt. Am 25. März 1943 erhielten sowohl die Marinestreitkräfte des Admirals Yamamoto Isoroku als auch die 8. Regionalarmee in Rabaul Anweisungen, sich auf die Verteidigung einzurichten.
Um die Japaner weiter in der Defensive zu halten und den Vormarsch in Richtung der japanischen Hauptinseln zu beginnen, hatte die militärische Führung der USA ein Vordringen über zwei Hauptangriffslinien vorgesehen. Admiral Chester W. Nimitz setzte zur Eroberung der Gilbert-Inseln an, während General Douglas MacArthur, der das Oberkommando über den Südwestpazifikbereich innehatte, Landungen an der Küste Neuguineas plante, welche der erste Schritt zu einer Rückkehr auf die Philippinen darstellen sollten. Dieses Unternehmen gegen Neuguinea erhielt die Bezeichnung Operation Cartwheel und begann am 30. Juni 1943. Die Ziele der Operation bestanden zunächst in der Eroberung Neuguineas, des Bismarck-Archipels und Rabauls. Bis Mitte September 1943 konzentrierten sich die Kämpfe auf den östlichen Teil Neuguineas. Dann erfolgte am 22. September die Entscheidung zur Landung im Westen Neubritanniens, welche zuerst für den 15. November geplant wurde. Zu den für das Unternehmen vorgesehenen Kräften gehörten vor allem Verbände der neu aufgestellten und bereits auf Neuguinea eingesetzten 6. US-Armee unter General Walter Krueger, die auch unter ihrem Codenamen Alamo Force bekannt war. Dies betraf in erster Linie die 1st Marine Division, die 32nd Infantry Division und das 503. US-Fallschirmjägerregiment.
Im Einzelnen teilte sich die Operation Dexterity in zwei Einzelunternehmungen auf:
- Operation Lazaretto – Landung im Süden Neubritanniens bei der Plantage von Lindenhafen, etwa 5 Kilometer von Gasmata entfernt, am 14. November und die Neutralisation des japanischen Stützpunkts bei Gasmata zum Schutz der Ostflanke für die nachfolgende Operation.

Truppen: 126. US-Infanterie verstärkt als Regimental Combat Team (RCT) (dt.: Regimentskampfgruppe) und Elemente der 32. US-Infanteriedivision und der 6. US-Armee.
- Operation Backhander – Landung im Nordwesten Neubritanniens bei Kap Gloucester und Einnahme des dortigen japanischen Flugfelds.

Truppen: 1. US-Marinedivision verstärkt durch das 503. US-Fallschirmjägerregiment
In Reserve standen die restlichen Elemente der 32. US-Infanteriedivision. Das Hauptziel der Operation Dexterity war die Einnahme und Kontrolle von West-Neubritannien bis etwa zur Linie Talasea im Norden, der Willaumez-Halbinsel bis nach Gasmata im Süden.
Wie die meisten pazifischen Inseln sind auch die Inseln des Bismarck-Archipels vulkanischen Ursprungs mit steilen Berghängen, dichtem Dschungel und tückischen Sümpfen, in denen sich die Soldaten schnell mit Malaria anstecken konnten. Das heiße Klima wurde nur selten durch reißende Regenfluten und dichte Wolken gemildert. Auf den von Naturvölkern bewohnten Inseln, die vor dem Krieg von Australien verwaltet wurden, gab es neben einigen Kokosnussplantagen und Missionssiedlungen kaum einen Einfluss der westlichen Kultur.

## Die Japaner auf Neubritannien

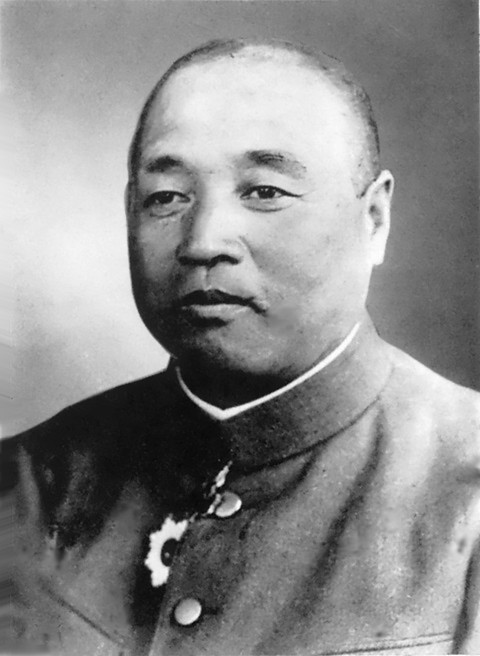
General Imamura Hitoshi, Kommandeur der 8. Regionalarmee in Rabaul

Auf japanischer Seite befehligte das Oberkommando der 8. Regionalarmee des japanischen Heeres die Operationen im Archipel. Von Rabaul aus kontrollierte es die Aktionen in den Salomonen, Neuguinea und dem Bismarck-Archipel. Im Januar 1942 hatten die Japaner die strategisch wichtige Hafenstadt Rabaul im Nordosten Neubritanniens eingenommen und in den darauf folgenden Monaten war dort der größte und wichtigste See- und Luftstützpunkt der japanischen Streitkräfte während des Pazifikkriegs entstanden. Die Sicherung dieses Bereiches wurde der 8. Regionalarmee unter General Imamura Hitoshi übertragen, deren Umfang zeitweise bis zu 200.000 Soldaten betrug. Im Frühherbst 1943 musste die japanische Führung damit rechnen, dass es den Alliierten gelingen würde, den inneren japanischen Verteidigungsgürtel im Pazifik zu durchbrechen und die Basen auf Neuguinea, den Marianen, Palau und den Philippinen anzugreifen. General Imamura sah deshalb auch einen Angriff auf Neubritannien voraus, spätestens nachdem die Alliierten Bougainville eingenommen oder die Kommunikationswege über die Admiralitätsinseln und Neuirland, dort speziell im Kavieng-Sektor, abgeschnitten hätten. Nach General Imamura würde dies etwa im Februar oder März 1944 der Fall sein.
Die rückwärtigen Verbindungen der 8. Regionalarmee beruhten ausschließlich auf dem Seeweg nach Neuguinea, da die direkten Wege von den japanischen Hauptinseln bereits unter alliierter Luftherrschaft lagen. Sie liefen über das Flugfeld am Kap Gloucester im Westen Neubritanniens, sowie über die Stützpunkte bei Gasmata und auf der Willaumez-Halbinsel. Schon im Mai 1943 hatte General Imamura die schwache 65. Brigade mit dem Ausbau und der Sicherung dieser Route in West-Neubritannien beauftragt. Deren Kommando übernahm Anfang September 1943 Generalmajor Iwao Matsuda. Weiterhin kommandierte dieser auch die Entladungseinheiten sowie die Pioniere und Truppen der 51. Division, deren Haupteinheiten auf Neuguinea im Kampf gegen australische Truppen standen. Weiterhin gehörten zu seinen Truppen zwei Kompanien des 115. Infanterieregimentes sowie zwei aus Artilleristen und Pionieren provisorisch zusammengestellte Infanteriekompanien. General Matsuda, ein erfahrener Truppenoffizier errichtete sein Hauptquartier nahe dem Luftstützpunkt von Kap Gloucester. Nur einen Monat später erfolgte am 5. Oktober 1943 die Unterstellung aller Einheiten Matsudas unter den Befehl der 17. Division unter Generalleutnant Yasushi Sakai, deren Verbände im Dezember 1943 zur Verstärkung aus China herangeholt wurden. Bei der Verlegung nach Neubritannien hatte die Division durch alliierte Schiffe und U-Boote jedoch größere Verluste erlitten, was dazu führte, dass Teile der Division erst neu aufgestellt werden mussten.

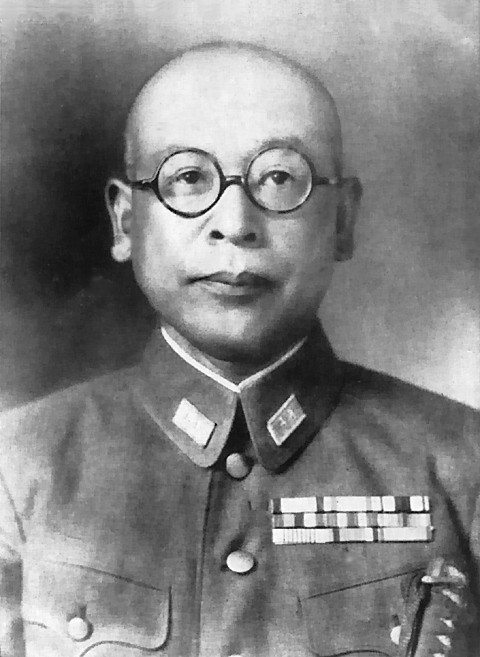
Generalleutnant Yasushi Sakai, Kommandant der 17. Division

General Sakai richtete sein Hauptquartier bei Malalia in der Nähe des Kap Hoskins östlich der Williaumez-Halbinsel ein. Die Truppen der 17. Division richteten sich im Westen Neubritanniens zur Verteidigung ein und begannen unmittelbar mit dem angeordneten Ausbau der Verteidigungspositionen. Zu diesen gehörte ein schon existierender großer Betonbunker am Fuß des Talawe-Berges, der von dichter Vegetation umgeben war. An den für eine eventuelle amerikanische Landung in Frage kommenden Stränden, fünf Kilometer südöstlich von Kap Gloucester, standen kleinere Bunker und Unterstände für Maschinengewehrstellungen. Zwei Hügel im Inland, von den Amerikanern später „Target-Hill“ und „Hill 660“ benannt, wurden zu Verteidigungsstellungen ausgebaut. Somit lag etwa die Hälfte aller im Westen der Insel verfügbaren japanischen Kräfte in Stellungen, die effektiv zur Unterstützung der Verteidigung von Kap Gloucester beitragen konnten.
Bereits am 12. Dezember richtete General Sakai eine Botschaft an alle Kommandeure seiner Einheiten, in der er vor einer unmittelbar bevorstehenden Invasion warnte. Doch durch das hohe Aufkommen an alliierten Landungsschiffen an den unterschiedlichsten Küstenabschnitten Neuguineas gelang es den Japanern nicht, sich ein klares Bild von den geplanten Operationen der Amerikaner zu machen. Fehlalarme waren bis zum Jahresende 1943 an der Tagesordnung. Auch die Luftaufklärung von Rabaul und Wewak brachte nur die Erkenntnis, dass eine Invasion unmittelbar bevorstehen müsse.

## Vorbereitende Aktionen

### Aufklärung
Schon zwei Tage nach den gefassten Landungsbeschlüssen begannen Scouts der Alamo-Force mit der Aufklärung im Gebiet von Kap Gloucester. Sie näherten sich in Schnellbooten der Küste, stiegen dann in Schlauchboote um und landeten an den Stränden. Von dort aus kundschafteten sie die Stellungen und Truppenstärken der Japaner aus, indem sie direkte Beobachtungen durchführten oder Kontakt zur einheimischen Bevölkerung aufnahmen und diese befragten. Direkt nach Beendigung ihrer Aktionen, oder wenn sie von den Japanern entdeckt worden waren, konnten sie von den Schnellbooten wieder aufgenommen werden und entkommen. Bei den zeitweise bis zu zwei Wochen dauernden Unternehmen kam es auch zu kleineren Feuergefechten, bei denen es beiderseits Verwundete gab.

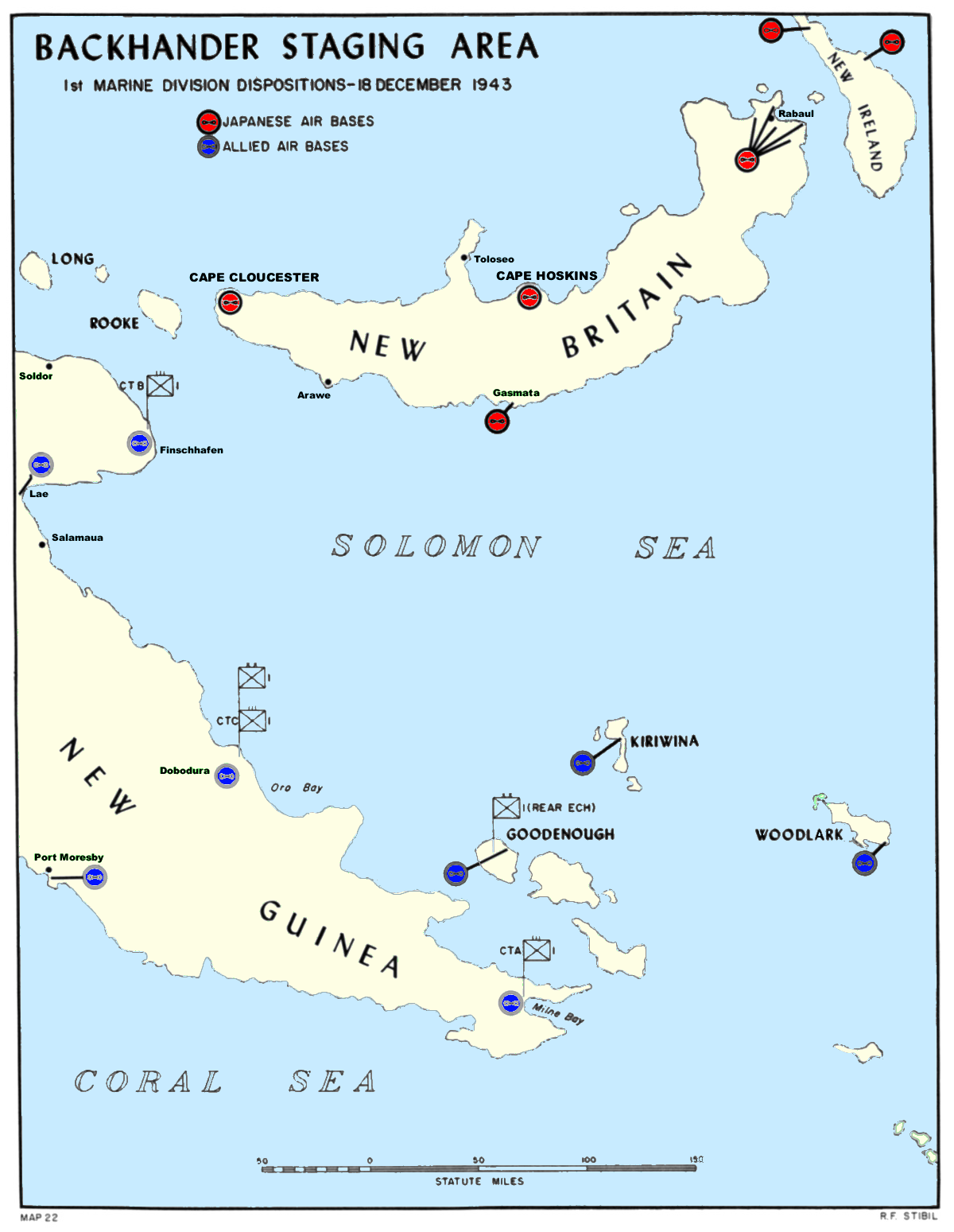
Die Stützpunkte der Japaner und der Alliierten im Dezember 1943

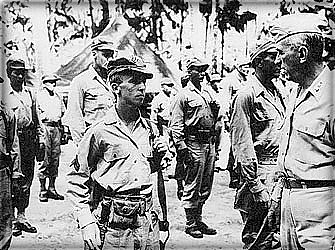
General Krueger mit Alamo-Scouts

Mitte November gingen die Alliierten von einer japanischen Truppenstärke von 7071 Mann im Westen Neubritanniens und den umliegenden Inseln aus. Die Zahl wurde aber stetig nach oben korrigiert, da die 17. Division als zur Verteidigung dazugehörig erkannt worden war. Schlussendlich betrug die Schätzung kurz vor Beginn der Operation Dexterity 8400 Mann als unterste und 12.076 Mann als oberste Grenze. Für die Bombardierungen der japanischen Stellungen wurde mit einer Vorwarnzeit seitens der Japaner von etwa 30 bis 60 Minuten gerechnet.
Wegen der wachsenden japanischen Truppenstärke und die Verschiebung ihrer Einheiten sowie Koordinationsproblemen mit den anderen geplanten Operationen und der Heranführung der nötigen Versorgungseinheiten konnte die ursprüngliche Planung nicht mehr beibehalten werden. So wurde Ende Oktober die Operation Lazaretto komplett abgesagt und stattdessen eine Landung auf der Halbinsel Arawe unter dem Kodewort Operation Director angesetzt, da dort deutlich weniger Verteidigungsstellungen ausgemacht worden waren. Um die Truppen auf die neue Situation einzustimmen, mussten auch die Termine weiter nach hinten verlegt werden. Die Arawe-Landung wurde auf den 15. Dezember und die Kap Gloucester-Landung auf den 26. Dezember festgelegt.
Auch die stetig steigende Zahl der in Rabaul stationierten Bomber und Jagdflugzeuge, die eine Bedrohung für die Invasionsflotten darstellten, machten General MacArthur zu schaffen. Um die eigenen Flugzeuge und Schiffe vorzuwarnen, wurden vom amerikanischen U-Boot USS Grouper schon drei Monate vor den Landungen 26 US-Agenten und 27 speziell ausgebildete Einheimische auf Neubritannien abgesetzt. Sie errichteten Funkstationen auf der Gazelle-Halbinsel, der Wide Bucht und der Open Bucht sowie bei Gasmata und am Kap Orford. Auch auf der Insel Rooke saßen Funkmelder, um anfliegende japanische Verbände aus dem Westen zu melden.

### Flugfelder und Eroberungen
Um eine ausreichende Luftüberlegenheit zu gewährleisten, damit zukünftige Bomberflüge nach Rabaul mit Jagdflugzeugbegleitung stattfinden konnten, war es unabdingbar, die japanisch besetzten Flugfelder auf den Salomonen zu erobern und einsatzbereit zu machen. Die Australier begannen zudem auf der Huon-Halbinsel auf Neuguinea ihre Landungen und bekämpften die Japaner bei Finschhafen und dem Markham-Ramu-Hochland. Hinter den Linien begannen sie mit dem Aufbau neuer Flugfelder bei Lae und Finschhafen sowie bei Nadzab und Gusap. Allerdings behinderte der einsetzende Monsun erheblich die Bauarbeiten, so dass mit einer Fertigstellung kaum vor Mitte Dezember zu rechnen war.
Bis zur Einsatzbereitschaft der neuen Luftstützpunkte waren die Schiffe der amphibischen Landungsflotte von Admiral Barbey mit den Transporten des Nachschubs und der Truppen von Townsville nach Port Moresby und der Milne-Bucht beaufschlagt.
General MacArthur teilte seine Einheiten für die Angriffe auf Neuguinea und Rabaul in zwei Einsatzgruppen. Der australische General Sir Thomas A. Blamey kommandierte die Einsatzgruppe Neuguinea, die die Japaner vor allem auf der Huon-Halbinsel attackieren sollte, und Generalleutnant Walter Krueger befehligte die Einsatzgruppe Neubritannien, die als erstes die Inseln Woodlark und Kiriwina (→ Operation Chronicle) besetzen sollte. Die Folgeaktion sollte dann die Operation Dexterity sein.

## Operation Dexterity

### Arawe-Landungen –Operation Director(Kap Merkus)

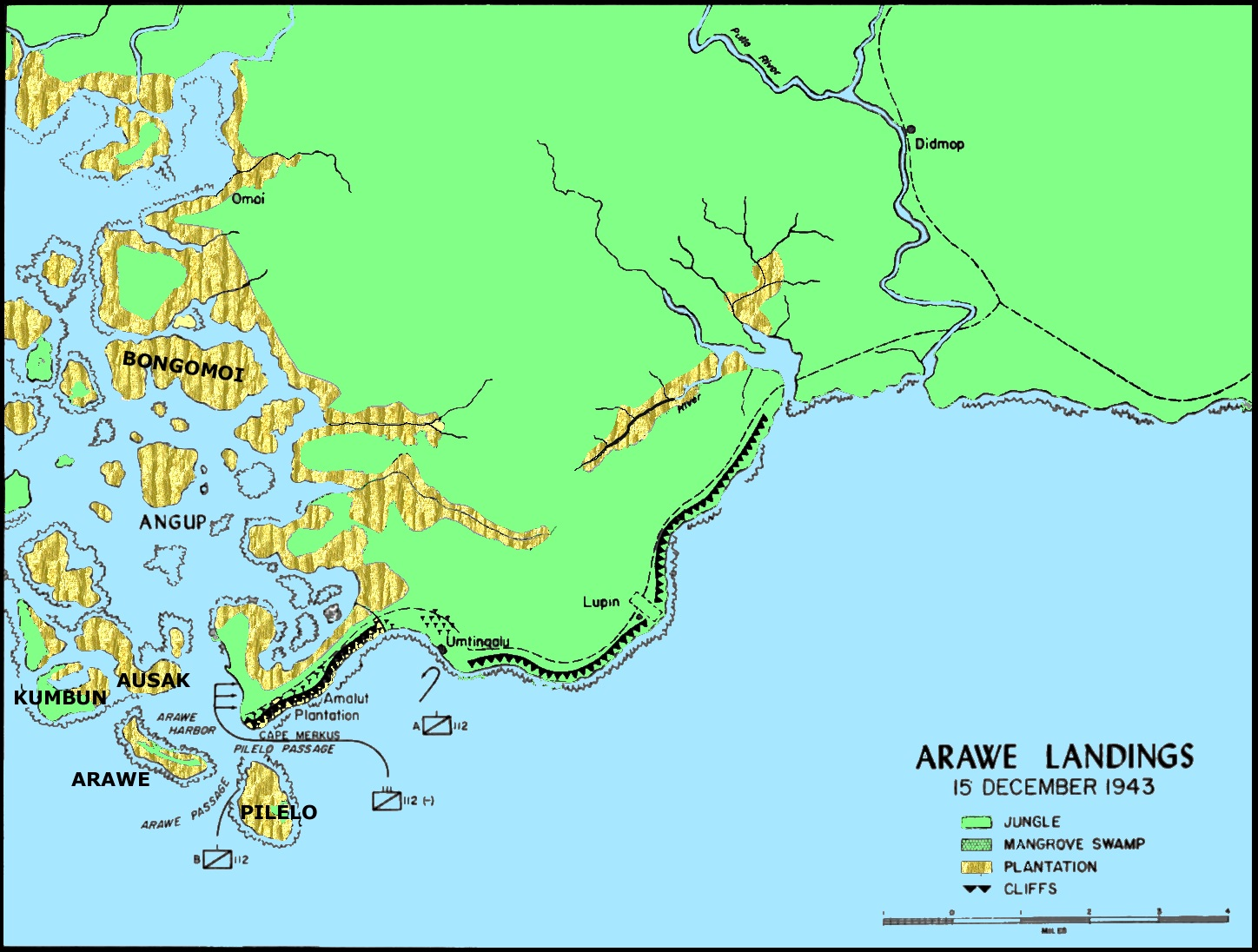
Landung an der Arawe-Halbinsel

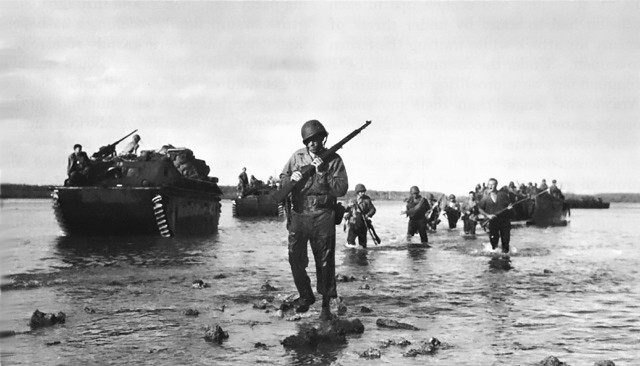
Strand von Arawe am 15. Dezember 1943

Die Schiffe der Einsatzgruppen (Task Forces) 76 und 74.1 stachen am 13. Dezember von der Insel Goodenough aus in See. Dies waren die HMAS Westralia, das neue Landungsdockschiff USS Carter Hall und die schnellen Transporter USS Sands und USS Humphreys. Sie erreichten Südwest-Neubritannien bei Arawe, das bei den Japanern als Kap Merkus bekannt war, am nächsten Tag.
Als Vorhut ruderte am 15. Dezember eine kleine Einheit, bestehend aus 33 Soldaten, in Gummibooten zur Basis der Halbinsel, um dort einen möglichen japanischen Rückzug zu verhindern. Kurz vor ihrer Landung gerieten sie in heftiges japanisches Maschinengewehrfeuer, bei dem alle Gummiboote sanken. Die Männer mussten ihre komplette Ausrüstung aufgeben und um ihr Leben schwimmen. 16 Amerikaner wurden getötet und die anderen teilweise schwer verletzt, bevor es den fünf vor der Küste gelegenen Zerstörern gelang, die japanischen Stellungen mit ihrer Schiffsartillerie auszuschalten.
Unterdessen begannen nach einem schweren Luftangriff der 5th Air Force, bei dem 433 t Bomben abgeworfen wurden, um 7:00 Uhr an der Spitze und der Westseite der Halbinsel die eigentlichen Landungen. Da die Landungsboote auch bei der folgenden Operation Backhander benutzt werden mussten, durfte keines verloren gehen. Die 1.600 Soldaten der 112. US-Kavallerie gingen unter dem Befehl von Brigadegeneral Julian W. Cunningham in die Boote. Hoher Wellengang führte beim Annähern an die Strände zu Konfusion bei der Navigation und so drifteten einige Landungsboote von ihren vorgesehenen Positionen ab. Trotz allem gelang die Landung und die Übermacht der amerikanischen Feuerkraft zwang die verteidigenden Japaner zum Rückzug in das Landesinnere. Um die Mittagszeit war die Halbinsel in der Hand der Amerikaner. Währenddessen flogen B-25 der 5th Air Force Bomberangriffe gegen Dörfer nördlich von Arawe.
Die Japaner übermittelten die Nachricht von der Landung sofort an ihr Hauptquartier. Als Ziel nahmen die Japaner das unweit von Arawe errichtete kleine Flugfeld an, das jedoch für die Amerikaner kaum Bedeutung hatte. Das Hauptquartier in Kap Hoskins wiederum kontaktierte Rabaul und bat um Luftunterstützung. Gegen Nachmittag lagen die Amerikaner auf der Halbinsel dann unter stetigen Attacken aus der Luft, die noch tagelang anhielten. Die Luftangriffe richteten sich auch gegen die vor der Küste liegenden Zerstörer und anderen Begleitschiffe. Zusätzlich konnten die Japaner auch zwei Infanteriebataillone an die Frontlinie heranführen, die sich dort eingruben.
Damit erfüllte sich die Hoffnung der Planer, da die Verteidiger von West-Neubritannien einen Teil ihrer Einsatzkräfte im Süden der Insel banden und diese damit nicht in die Verteidigung von Kap Gloucester eingreifen konnten.
Der jetzt einsetzende Stellungskrieg war für General Krueger allerdings äußerst unbefriedigend, da er einen Durchbruch durch die japanischen Linien nur unter hohen Verlusten ausführen konnte. Selbst stetige Luftangriffe durch 20 A-20-Bomber ab dem 19. Dezember bis in den Januar des nächsten Jahres brachten kaum Entlastung. Daher ließ Krueger von Finschhafen aus Panzer der 1. US-Marinedivision einschiffen und nach Arawe bringen, als feststand, dass für die im Norden stattfindende Invasion bei Kap Gloucester genügend Truppen zur Verfügung standen. Am 16. Januar 1944 brachen die Amerikaner mit Unterstützung von 18 Panzern durch die japanischen Linien. Die verbliebenen Japaner gaben den Kampf um die Halbinsel auf und zogen sich nach Nordosten zurück. Die Besetzung der Halbinsel hatte 118 Kavalleristen das Leben gekostet, 352 waren verwundet und vier wurden als vermisst gemeldet.

### Landung am Kap Gloucester –Operation Backhander

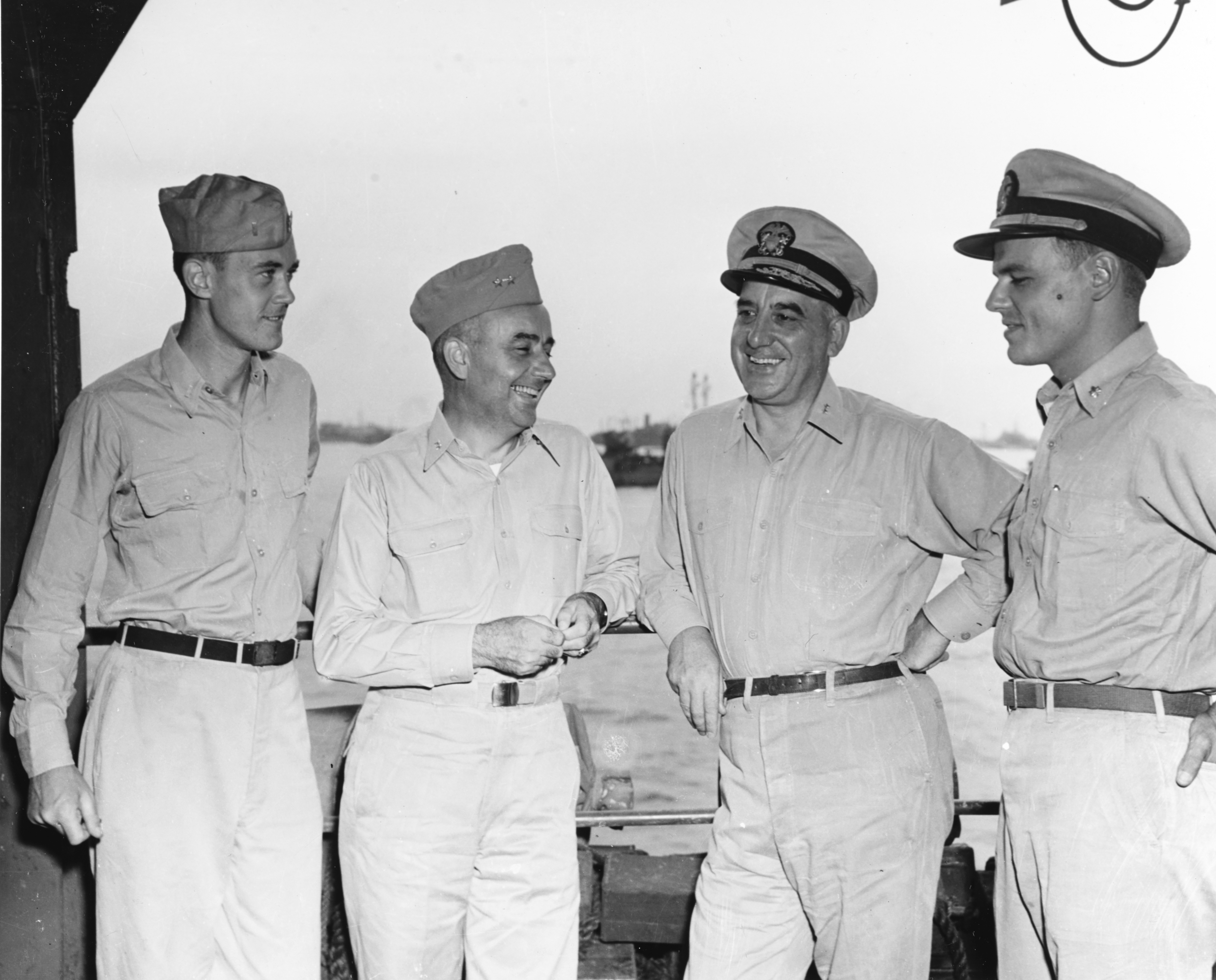
Konteradmiral Daniel E. Barbey (2. v. r.) im Gespräch mit anderen Führungsoffizieren bei Hollandia, Neuguinea, im November 1944

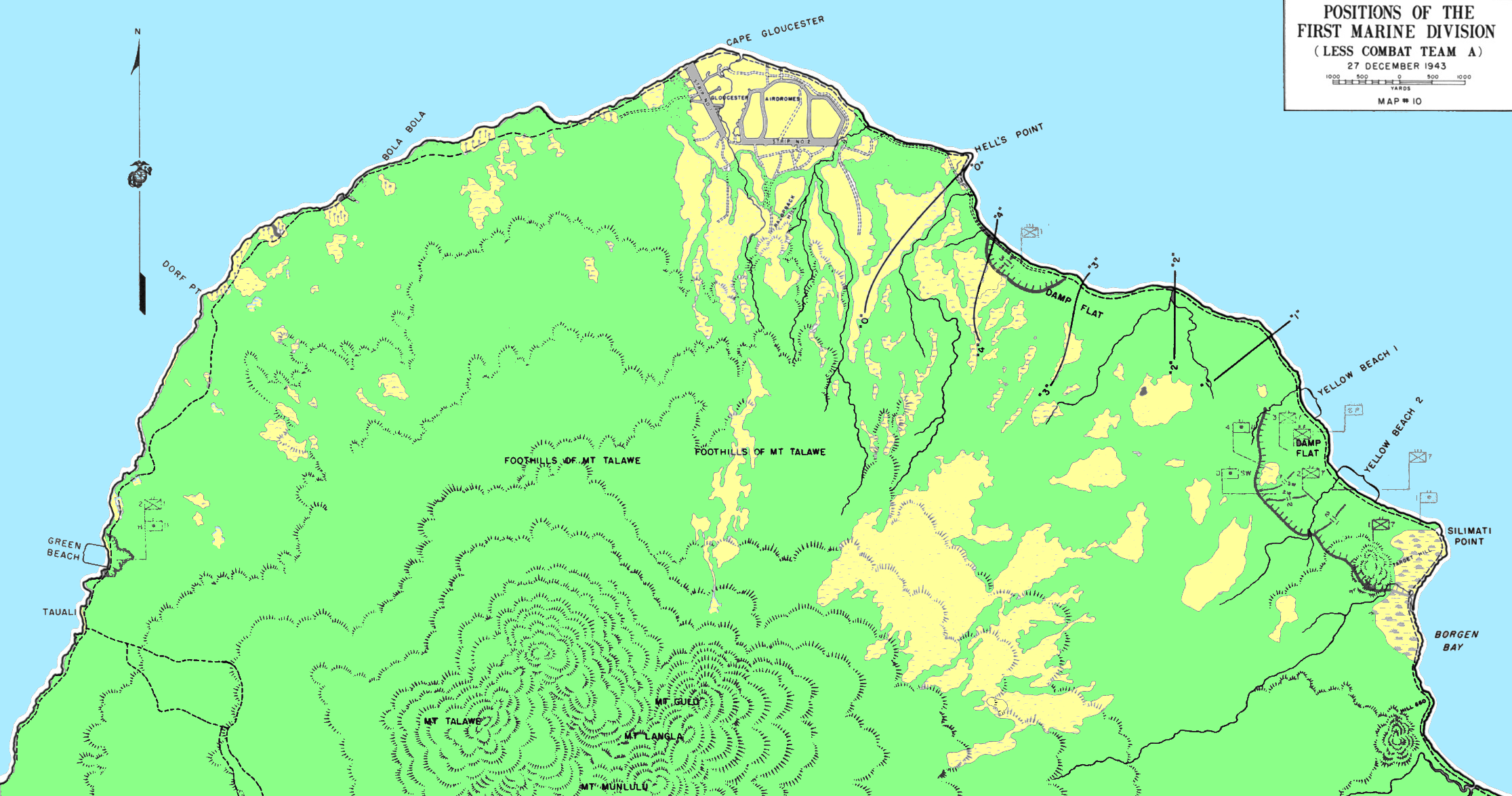
Kap Gloucester und die Landeabschnitte Yellow und Green

Die vorgesehenen Landezonen am Kap Gloucester waren ab dem 18. Dezember die bevorzugten Ziele der Luftangriffe der 5. US-Luftflotte. Da Neubritannien in den letzten Monaten ein häufiges Ziel alliierter Luftangriffe gewesen war, entging den Japanern die Intensivierung und Häufung der Bombardierungen fast völlig, obwohl das Komplettgewicht der abgeworfenen Bomben seit dem 1. Dezember die 3200-Tonnen-Marke weit überschritt und die Ziele sich von den Landebahnen zu den landungsrelevanten Küstenposten verschoben. Zusätzlich gelang den Alliierten die Errichtung eines Radarpostens auf Long Island, etwa 130 Kilometer westlich von Kap Gloucester.
Am 25. Dezember begann die Hauptoperation mit dem Auslaufen der Kampfgruppe 76 unter Konteradmiral Daniel E. Barbey. Zum Konvoi gehörten die Transporter HMAS Etamin und HMAS Westralia, das Docklandungsschiff USS Carter Hall, 65 Landungseinheiten, 4 Patrouillenboote, 7 U-Boot-Jäger, 3 Minensucher und einige kleinere Schiffe. Zusätzlich wurde ein Ablenkungsunternehmen bei Buka und Buin in der Nähe von Bougainville gestartet, indem drei Kreuzer und vier Zerstörer die dortige Küste beschossen.
Die Operation Backhander begann mit den Landungen der 13.000 Soldaten der 1. US-Marinedivision unter Major General William H. Rupertus an den vorgesehenen Punkten bei Kap Gloucester. Während zehn Zerstörer die Truppen auf See absicherten, führten zehn Transporter die erste Welle den Invasionsstränden zu. Auf hoher See lagen die Schiffe der Task Forces 74.1 und 74.2, die einen japanischen Entlastungsangriff abwehren sollten. Durch japanische Flugzeuge wurde ein US-Zerstörer versenkt und ein weiterer schwer beschädigt.

#### Green Beach
Operation Backhander fand an zwei Stränden mit den Decknamen Yellow und Green statt. Die Einsatzgruppe Stoneface trennte sich um 4:22 Uhr am Morgen des 25. Dezember vom Hauptkonvoi, um Kurs auf den Green-Beach bei Tauali zu nehmen. Zwei Zerstörer, die fünf Kilometer vor der Küste lagen, eröffneten für 20 Minuten das Artilleriefeuer. Anschließend bombardierte eine Staffel B-25-Bomber die Landungsküste. Zeitgleich verließen die ersten Landungsboote die Formation. Als sie noch etwa 500 Meter vom Strand entfernt waren, drehten die Bomber ab und die eigentliche Landung begann um 7:48 Uhr. Überraschenderweise konnten die Marines ohne japanische Gegenwehr an Land gehen. Auch die nächsten beiden Wellen, die kurz hintereinander landeten, brachten die Männer unverletzt an die Küste. Gegen 8:30 Uhr landeten die Nachschubeinheiten und Pioniere, die auch Artilleriegeschütze an Land schafften. Die Amerikaner sicherten den 1100 Meter langen Strandabschnitt und die Umgebung bis 500 Meter ins Inland, und um 19:00 Uhr abends verließen die letzten Landungsboote die Küste. Mit 1300 in ihren Stellungen eingegrabenen Marines hatten die Amerikaner den ersten Brückenkopf im Nordwesten auf Neubritannien. Später am Abend kam eine ausgeschickte Patrouille mit einer kleinen japanischen Soldatengruppe in Kontakt, mit der sie sich einen kurzen Schusswechsel lieferte. Die Japaner entkamen in den dichten Dschungel.

#### Yellow Beach

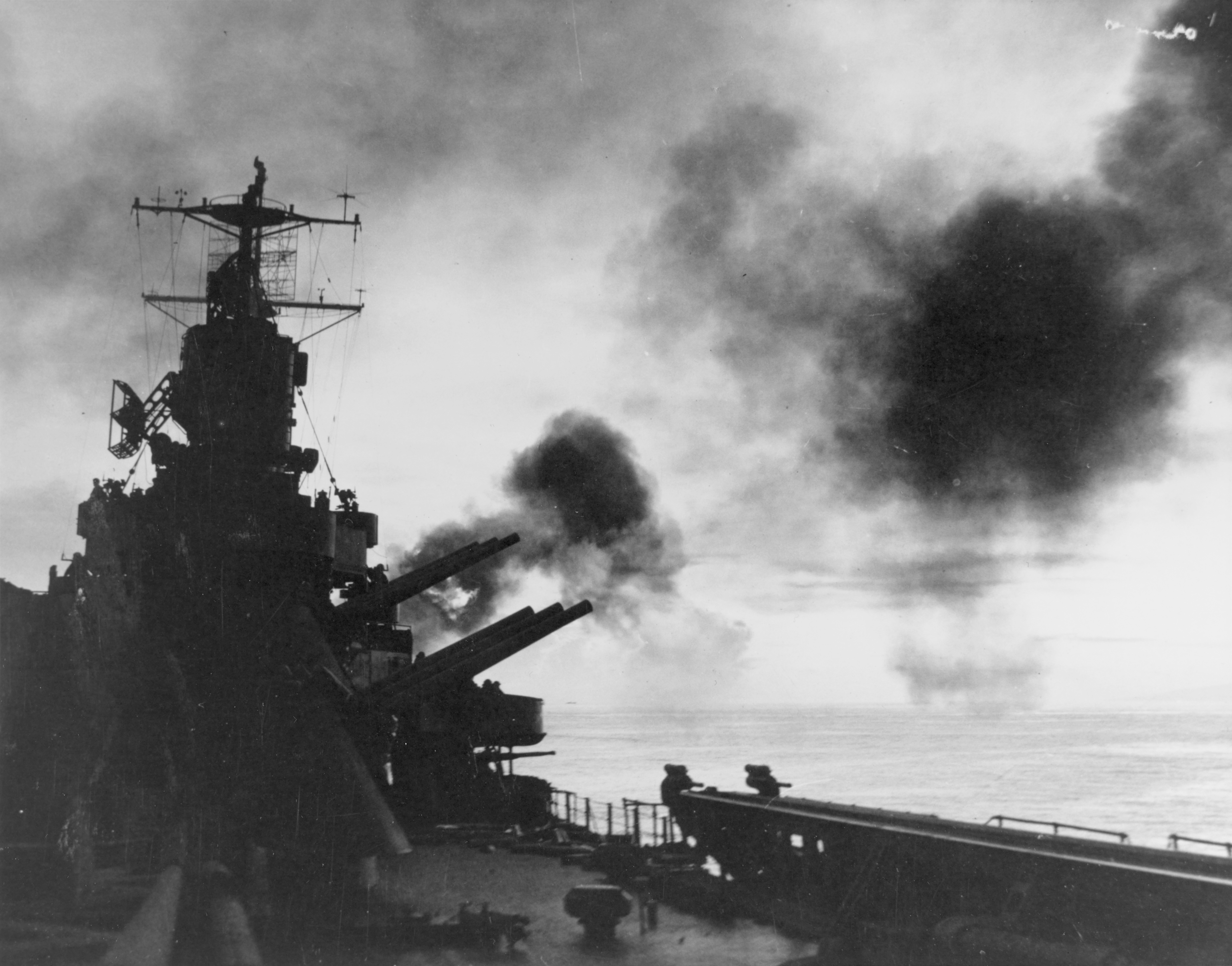
Der Kreuzer Phoenix feuert seine Artillerie gegen die Küste bei Kap Gloucester im Morgengrauen des 25. Dezembers

Am Weihnachtsmorgen 1943 sichtete ein japanischer Beobachtungsposten bei Kap Ward Hunt auf Neuguinea den Konvoi auf dem Weg nach Kap Gloucester. Dessen Sichtung sowie eine weitere durch ein japanisches U-Boot und die letzte Meldung eines vom Konvoi abgeschossenen japanischen Aufklärungsflugzeugs ließen darauf schließen, dass die Kommandantur in Rabaul den Invasoren einen heißen Empfang bereiten würden. Da noch die Möglichkeit bestand, während der Tagesphase durch eine Kursänderung nach Süden die Japaner auf die Fährte einer Nachschubflotte für die Arawe-Landungen zu setzen, wurde dies durchgeführt. Am späten Abend setzen die Schiffe wieder den nördlichen Kurs direkt auf Kap Gloucester zu. Die hohe Fahrt setzte den Maschinen der vorausfahrenden Minensucher dermaßen zu, dass um 21:20 Uhr das erste Schiff zurücklaufen und ein weiteres von einem schnellen Truppentransporter in Schlepp genommen werden musste.
Um den engen Kanal zu markieren, der durch das Riff vor den Stränden führte, setzten die Zerstörer ihr Sonar ein und ein Minensuchboot stellte die Minenfreiheit sicher. Unterdessen setzte um 6:00 Uhr von See aus das Artilleriefeuer der Kreuzer und Zerstörer ein, das mehr als 90 Minuten anhielt. Zusätzlich bombardierte eine Staffel B-24-Bomber von 7:00 Uhr bis 7:20 Uhr Target Hill, den Hügel im südöstlichen Landegebiet, der als möglicher japanischer Rückzugs- und Observationspunkt galt. Daher wurden auch acht Tonnen weißer Phosphor, die in Rauchbomben enthalten waren, dort abgeworfen. Der dadurch entstandene schwere Qualm driftete allerdings auch an die Landungsstrände, so dass zur H-Stunde (vorgegebene Landungszeit) die komplette Küstenlinie eingenebelt war. Dies beeinträchtigte allerdings nicht die Navigation der Landungsboote.

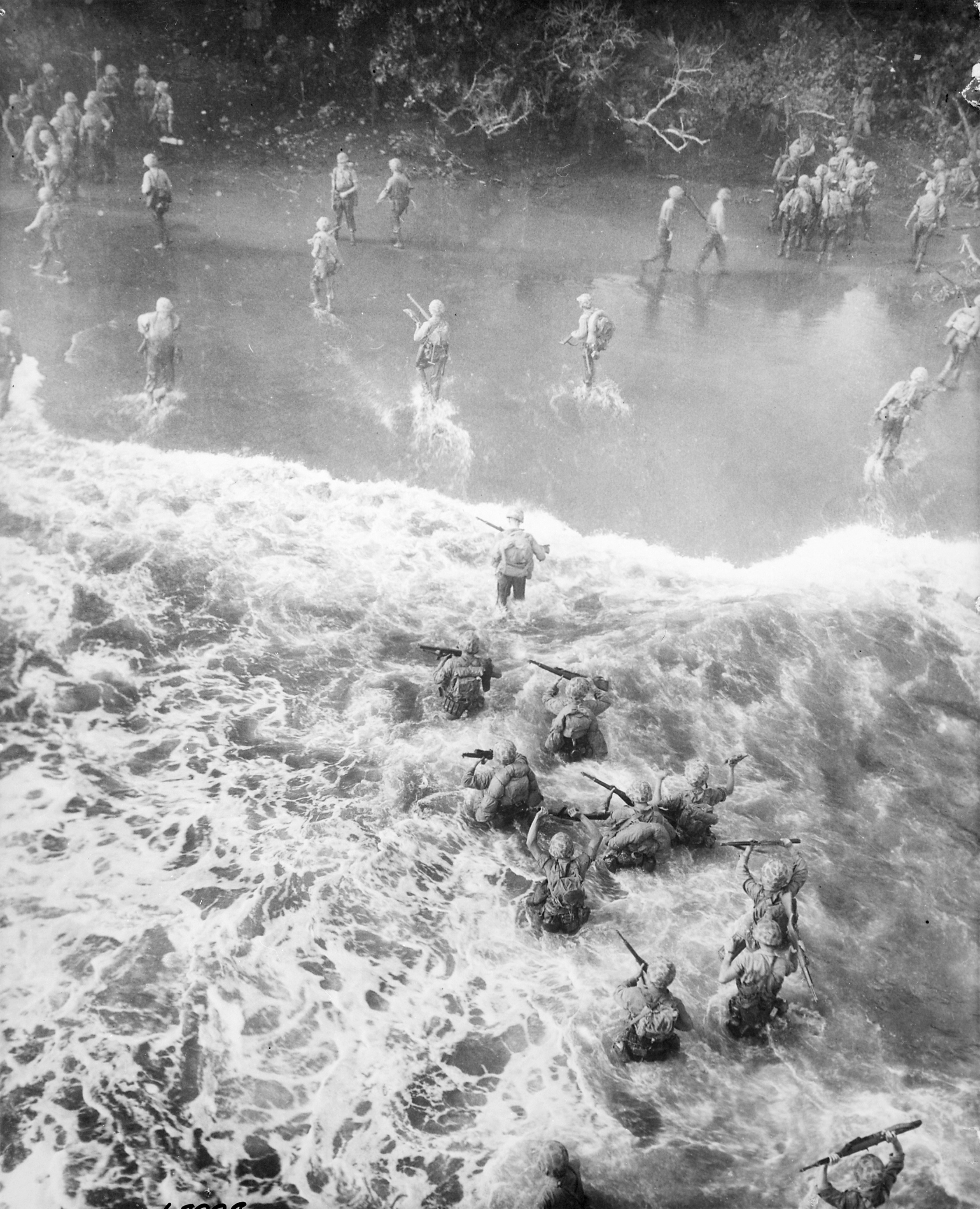
Marines landen am Yellow-Beach

Nachdem die LCVPs nacheinander durch den Kanal gefahren waren, richteten sie sich vor dem Strand in Linie aus. Um 7:30 Uhr kam das verabredete Zeichen zur Landung und die Boote nahmen Fahrt zum Landungsstrand auf. Die Bugklappen der Boote fielen um 7:47 Uhr in den Sand. In mehreren Wellen gelangten die Marines in Fünf-Minuten-Intervallen an den nebelverhangenen Strand. Ohne japanische Gegenwehr bahnten sie sich den Weg durch den dichten Dschungel, der direkt hinter dem schmalen Strand begann und arbeiteten sich mit Macheten unter der Leitung von Scouts bis in den dahinter liegenden Sumpf vor. Dieses Terrain war sehr gefährlich, da sich darunter Vertiefungen wie Bombenkrater befanden und über dem Sumpf sich die von den vorausgegangenen Bombardierungen umgelegten Baumreste auftürmten, die beim Darübersteigen schnell in sich zusammenbrachen.
Die ersten japanischen Feuerstöße kamen gegen 10:00 Uhr aus Bunkern, die auf dem Pfad in Richtung des zu erobernden Flugfeldes angelegt waren. Daraus entwickelte sich ein Feuergefecht, das sich zuerst gegen die Amerikaner zu wenden schien, als etliche Waffen, wie Bazookas und Flammenwerfer nicht funktionierten und sogar zwei Führungsoffiziere einer Kompanie getötet wurden. Doch mittels eines Amtrac wurde die Bunkeranlage schließlich überrollt und ausgeschaltet. Kurz danach fuhren auch die ersten Sherman-Panzer an Land und führten die Marines bis zur ersten festgelegten Landungslinie. Sie wurde um 13:25 Uhr als gesichert gemeldet. Bis zu diesem Zeitpunkt gab es 25 tote Japaner und sieben tote Marines.
Eine zweite Gruppe hatte sich derweil bis zum Target Hill vorgearbeitet und so den linken Sektor (Ostsektor) des Landeareals gesichert. Sie waren dabei auf nur zwei japanische Maschinengewehrstellungen gestoßen und hatten diese ausgeschaltet. Auch konnten ausreichend Anzeichen für eine japanische Nutzung des Hügels als japanischer Beobachtungsposten ausgemacht werden.

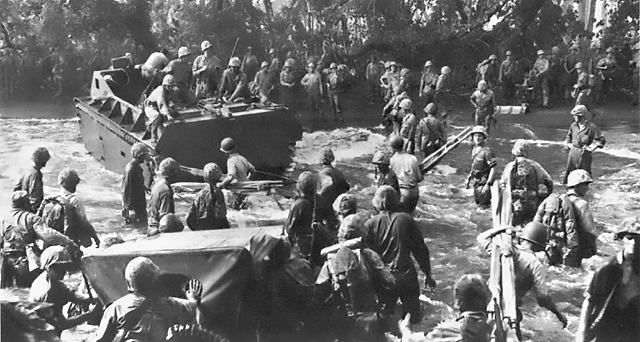
Marines landen am Yellow-Beach

Während die zweite Welle der Landungsboote am Strand entladen wurde, kam es zum ersten Gegenangriff der Japaner. Um 14:30 Uhr griffen japanische Jagd- und Torpedoflugzeuge den Strand an. Sie wurden von Bord der Schiffe aus mit Flak-Geschützen beschossen, als in niedriger Höhe eine Staffel B-25-Bomber, auf dem Weg zu einer Bombardierung in der Borgen Bay unterwegs, den Strand kreuzte. Versehentlich hielten die amerikanischen Schützen die eigenen Maschinen für Japaner und dehnten das Feuer auch auf diese aus. Zwei B-25 wurden abgeschossen und zwei weitere beschädigt. In den daraus entstandenen Wirren warfen die B-25 zusätzlich noch Bomben auf die Stellungen der Marines in den Sümpfen, wobei ein Marine den Tod fand und 14 Männer verwundet wurden. Die japanischen Jäger waren auf dem Rückweg von einem morgendlichen Einsatz gegen den Landungskopf bei Arawe und griffen vor allem die vor der Bucht liegenden Schiffe an, bei denen sie zuerst kaum Schaden anrichteten. Die Shaw hatte die Maschinen schon in einer Entfernung von fast 100 Kilometern per Radar ausgemacht und eine Staffel P-38-Jäger zum Abfangen angefordert. Zwar gelang das Abfangen zeitlich nicht ganz, aber die amerikanischen Maschinen verwickelten die Japaner in einen Luftkampf, dem einige Torpedobomber allerdings entkamen. Sie versenkten den amerikanischen Zerstörer Brownson und beschädigten drei weitere teilweise schwer. 108 Amerikaner fanden dabei den Tod. Die japanischen Flugzeuge ergriffen kurz darauf die Flucht. Da ab dem 27. Dezember die amerikanische Luftwaffe die Angriffe auf Rabaul erheblich ausweitete, kam es später kaum noch zu japanischen Luftattacken.
Gegen Abend hatten sich die Amerikaner entlang ihrer Verteidigungslinie eingegraben und alle angelandeten Artilleriegeschütze und Panzer in Stellung gebracht. Auch die restlichen Soldaten waren am Nachmittag am Yellow-Beach gelandet und hatten sich mit zusätzlichen Waffen, Munition und anderem Nachschub durch das Sumpfgebiet gearbeitet. Bei Einbruch der Dunkelheit galt Yellow-Beach als gesichert.
Am nächsten Tag inspizierte General Rupertus die Stellungen und befahl am Mittag, sie weiter nach vorne auf „trockeneres“ Gelände zu versetzen. Als das letzte Schiff die Bucht um 18:00 Uhr verließ, befanden sich 11.000 Soldaten an Land.
Am Green- und Yellow-Beach waren am Abend die Marines mit der Befestigung ihrer Verteidigungslinien beschäftigt. Sie legten Feuerschneisen an und spannten Stolperdrähte gegen Eindringlinge über das Gelände, jederzeit einen plötzlichen Angriff der Japaner erwartend.

### Japanische Reaktionen auf die Landung
Die Japaner zeigten sich über die amerikanischen Landungen äußerst überrascht, da sie sie eigentlich eher am Kap Bushing erwartet hatten oder am Kap Gloucester in direkter Nähe des Flugfeldes. Sofort nach dem Bekanntwerden der Landungen erging vom Hauptquartier der 17. Division der Befehl an General Matsuda, die Eindringlinge möglichst noch an den Stränden zurückzuschlagen. Oberst Kouki Sumiya, der die 1.400 Mann starke Verteidigungseinheit des Tuluvu-Flugfeldes führte, bekam den Auftrag, seine Soldaten gegen den Hauptlandungskopf zu konzentrieren. Sie begannen ihren Marsch in Richtung Target Hill kurz nach dem Befehlsempfang. Die ersten Japaner erreichten den Bergrücken vor den vordersten amerikanischen Linien am Abend des Landungstages.
Die stärkste Kraft, die General Matsuda zur Verfügung standen, war das 141. Infanterieregiment unter Oberst Kenshiro Katayama, das als Verteidigung bei Kap Bushing lag. 1700 Soldaten setzten sich von dort aus in Richtung des amerikanischen Landungskopfes in Marsch. Bei Nakarop trafen sie auf das 51. Aufklärungsregiment, das von Aisega und Nigol übergesetzt hatte. Auf den Inseln waren nur Verteidigungsposten zurückgelassen worden.
Die Japaner, die sich am Landungstag den Amerikanern zur Verteidigung in den Weg stellten, kamen von kleinen Abteilungen der Marinepioniere und eigenen Landungseinheiten. Nachdem sie von den US-Marines praktisch überrannt worden waren, trafen die Überlebenden auf ihrem hektischen Rückzug auf die Männer des Bataillons von Major Takabe, die gerade einen Gegenangriff vorbereiteten. Gegen Nachmittag des 26. Dezember war es ihnen gelungen, eine genügend starke Feuerlinie aufzubauen. In der Dunkelheit fanden japanische Aufklärer heraus, dass beide Flanken der vor ihnen liegenden Amerikaner offen waren.

### Kampf um die Landungsabschnitte
Zu dieser Zeit wurden die vereinzelt aufflackernden Scharmützel im dichten Dschungel ohne direkte Sicht des Gegners geführt. Beide Seiten verließen sich auf ihr Gehör. Kaum gab die eine Seite einen Schuss ab, erwiderte der Gegner mit Maschinengewehrsalven das Feuer. Dann kehrte wieder trügerische Ruhe ein. Im Laufe der Nacht setzte starker Regen ein, begleitet von peitschenden Winden, was die Sicht zusätzlich einschränkte. Außerdem liefen die Unterstände und Gräben voller Wasser und Marines, die mit Munition und Waffen vom Strand aus zur Verteidigungslinie unterwegs waren, kämpften sich durch die widrigen Umstände die ganze Nacht, zeitweise unter japanischem Feuer stehend, bis zur Frontlinie durch.

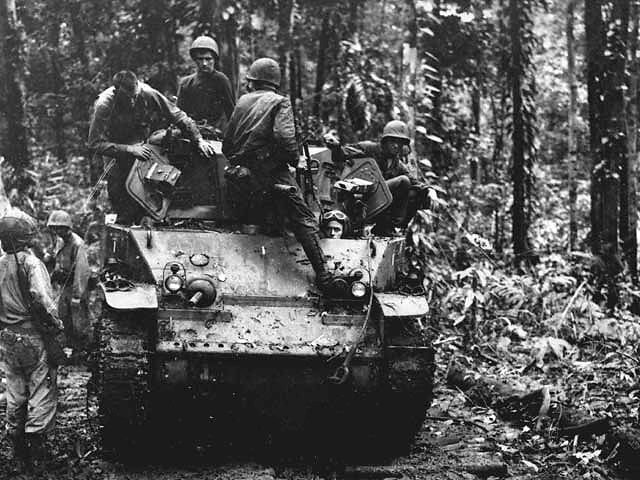
US-Panzer im Kampfgebiet bei Kap Gloucester

Obwohl die Japaner versuchten, die Amerikaner über die Flanken zurückzuwerfen, gelang es ihnen durch das stetige Artilleriefeuer nicht, die amerikanischen Linien zu brechen. Am Folgetag hatten die Marines ihre Flankendeckung aufgebaut. Die Japaner konzentrierten ihre Angriffe daraufhin wieder auf das Zentrum des Brückenkopfes. Während dreitägiger Kämpfe verloren die Amerikaner 18 Marines, 54 wurden verwundet und drei galten als vermisst. Aus später eingesehenen japanischen Unterlagen wurde ersichtlich, dass die japanische Seite etwa fünf Mal so viele Ausfälle zu beklagen hatte.
Die Amerikaner begannen ihren Vormarsch in Richtung des Tuluvu-Flugfeldes am 27. Dezember. General Walter Krueger wollte ursprünglich schon früher vorrücken, doch diverse Umstände, wie Kommunikationsprobleme mit den Marineeinheiten auf See, die als Unterstützung für den Vorstoß eine weitere Welle Marines anlanden sollten, verzögerten sein Vorhaben.
Im Verlauf des Tages gelang es den Amerikanern, zwei japanische Verteidigungslinien zu durchbrechen. Sobald die ersten Marines einen japanischen Unterstand ausgemacht hatten, wurden die nachfolgenden Panzer alarmiert und zur Bekämpfung nach vorne beordert. So konnten sie bis zur geplanten Angriffslinie für die Flugfeld-Attacke vorrücken. Der kleine grasbewachsene Gebirgszug vor dem Flugfeld wurde von den Marines Hell’s Point getauft. Dort hatten im Vorfeld der Landungen Aufklärungsflugzeuge eine hohe Konzentration japanischer Bunker und Gräben ausgemacht. Am 28. Dezember um 8:00 Uhr begann die Artillerie eine Stunde lang mit heftigstem Beschuss der japanischen Stellungen. Anschließend bombardierten herbeigerufene A-20-Bomber den Bergrücken. Die folgende Feuerpause nutzen die Amerikaner, um ihre Panzer in Stellung zu bringen.

### Eroberung des Tuluvu-Flugfeldes

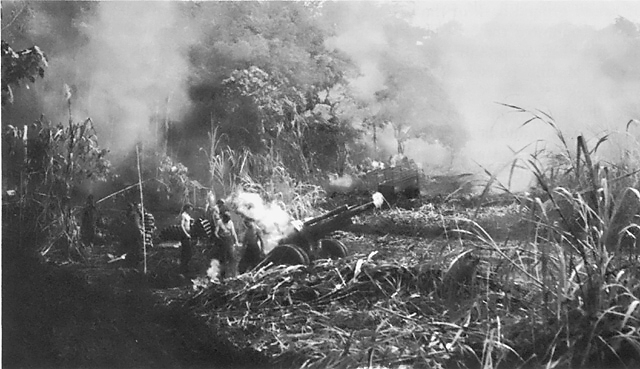
US-Artillerie feuert über die Lichtung in die japanischen Stellungen

Der Angriff erfolgte um 11:00 Uhr. Die Marines stürmten aus ihren Stellungen und die ersten erreichten gegen 11:45 Uhr eine größere Lichtung im Dschungel, die etwa 450 Meter von der Küste entfernt war. Beim Versuch die mit kniehohem Gras bewachsene Lichtung zu überqueren, gerieten sie in das Kreuzfeuer japanischer Maschinengewehre und Mörser. Nachdem die Marines sich schnellstens wieder in die Deckung des Dschungels zurückgezogen hatten, erwiderten sie das Feuer. Der Kampf wurde fast vier Stunden lang mit unvermittelter Härte weitergeführt, ohne dass eine Seite einen Vorteil gewinnen konnte. Gleichzeitig mussten die Amerikaner an einer anderen Stelle der Frontlinie japanische Flankenangriffe abwehren. Da sie an allen Abschnitten am frühen Nachmittag an Munitionsmangel zu leiden begannen, zogen sie sich in ihre Ausgangsstellungen zurück. Die Japaner folgten ihnen nicht. Der Vorstoß kostete acht Amerikaner und 41 Japaner das Leben.
Am nächsten Tag versuchten die Amerikaner erneut Hell’s Point zu nehmen, doch die gut getarnten und mit Stacheldraht und Minen gesicherten Bunker der Japaner ließen die Marines immer wieder in deren Abwehrfeuer laufen. Im Strandbereich rückten amerikanische Panzer vor, die um die Mittagszeit von japanischer Seite aus unter Feuer genommen wurden. Die Amerikaner konnten im Schutz der Panzer bis zu den japanischen Stellungen vorrücken. In der Folge zerstörten die Panzer die Bunker und die Marines schossen auf die fliehenden Japaner. Die letzten Bunker am Hell’s Point wurden gegen 16:30 Uhr von den nachgerückten Abteilungen der Marines zerstört. Sie waren von den Japanern aber vorher schon verlassen worden.

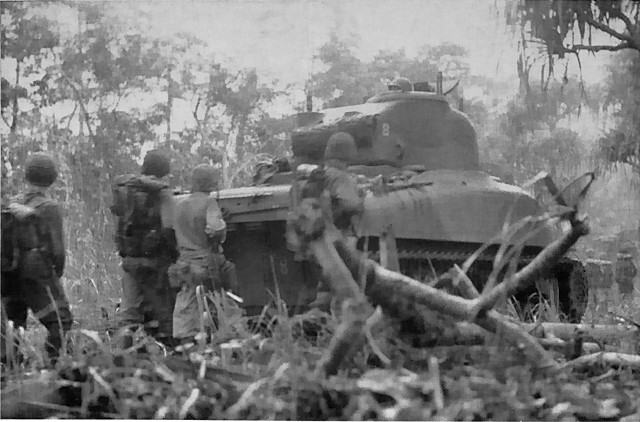
Panzer und Marineinfanteristen auf dem Weg zum Tuluvu-Flugfeld

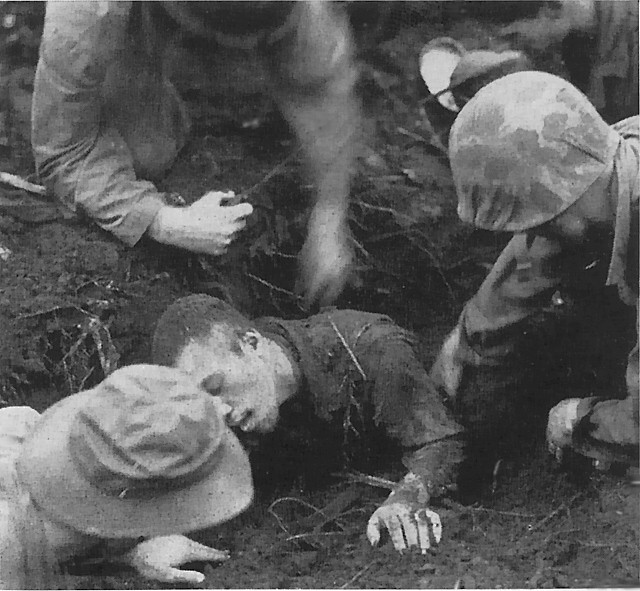
Ein japanischer Soldat wird von Marines aus seinem Unterschlupf geholt

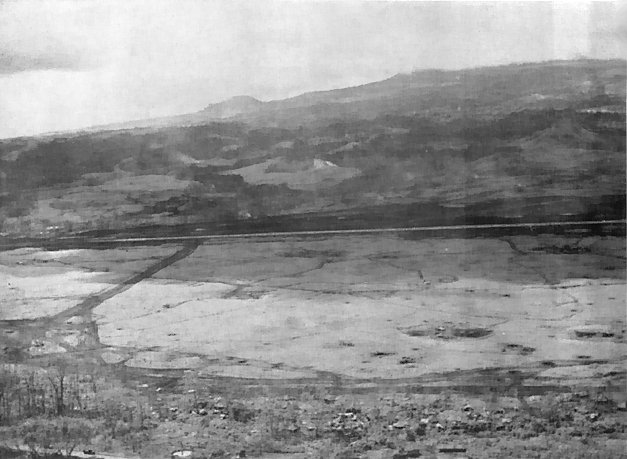
Tuluvu-Flugfeld in Richtung Südosten, im Vordergrund die Landebahn 2 und im Hintergrund rechts Razorback Hill

Die Amerikaner gruben sich für die folgende Nacht ein und wurden nur durch einen Fehlalarm aufgeschreckt, der durch die vermeintliche Ankunft japanischer Panzer ausgelöst worden war. Hell’s Point hinterließ 266 tote Japaner und neun tote US-Marines.
Unterdessen waren am Morgen des 28. Dezember weitere Marines an einem neuen Landungspunkt, dem Blue-Beach, knapp einen Kilometer hinter der japanischen Verteidigungslinie an Land gegangen. Da die Entscheidung zur Eröffnung des neuen Landungskopfes kurzfristig getroffen worden war, kam es zu einiger Verwirrung, da der Befehl dazu die Marines auf ihren Landungsbooten traf, als sie sich schon auf dem Weg zum Yellow-Beach befanden. Einige landeten sogar dort und wurden unverzüglich wieder umgeleitet. Manche begaben sich auf den beschwerlichen Landweg zum Blue-Beach. Die Führungsspitze beschloss aus diesem Grund den Angriff auf das Tuluvu-Flugfeld, der für den nächsten Tag geplant war, bis zum vollständigen Eintreffen aller Kräfte zu verlegen.
Als endlich um 15:00 Uhr am 29. Dezember das Zeichen zum Verlassen der Stellungen kam, befand sich immer noch eine größere Zahl Marines in den Sümpfen hinter der Linie. Die Marines erreichten die zweite Landebahn gegen 19:25 Uhr, ohne auf Gegenwehr gestoßen zu sein. Die Bunker, an denen sie unterwegs vorbeigekommen waren, schienen alle vor nicht allzu langer Zeit hastig verlassen worden zu sein. Beim Einbruch der Dunkelheit gruben sich die Amerikaner entlang einer neuen Linie von der Küste bis an das Ende der Landebahn 2 ein. Auch die später gefundenen japanischen Papiere und Unterlagen gaben keinen Aufschluss darüber, warum die Japaner das Flugfeld verlassen hatten und sich weiter südlich in den Dschungel zurückzogen. Als wahrscheinlich kann angesehen werden, dass Oberst Sumiya keine Chance sah, auf dem offenen Gelände des Flugfelds gegen die amerikanischen Panzer zu kämpfen. Sein Hauptaugenmerk lag nun auf den zur Verteidigung vorbereiteten Bunkern und Unterständen auf der südlichen Anhöhe, die später von den Amerikanern Razorback Hill genannt wurde. Von dort hatten die Japaner einen weiten Überblick über das Flugfeld und die dortigen Aktivitäten der Amerikaner.
Schon am nächsten Tag spürte eine US-Patrouille, die das Gebiet südlich der Landebahn 2 bis zum Fuße des Hügels erkunden sollte, eine kleine Gruppe Japaner auf, die sie für Nachzügler der flüchtenden Soldaten hielten. Sie entkamen in den Schutz des Dschungels am Razorback Hill. Als die Amerikaner ihnen nachsetzten, eröffneten zu ihrer großen Überraschung die Japaner mit Gewehren und Maschinengewehren aus Bunkern das Feuer. Nachdem weitere Marines und Panzer zum Schutz angefordert worden waren, begann der Kampf um den Hügel zu entbrennen. Die Japaner mussten sich weiter in den Dschungel zurückziehen, als mit schweren Mörsern, den Panzergeschützen und einem Sturmangriff der Marines mit Handgranaten die erste Bunkerreihe angegriffen und zerstört wurde. Mehr als 150 Japaner ließen in den etwa 30 Bunkern ihr Leben. Die Amerikaner meldeten 13 Tote. Weitere sechs Amerikaner starben beim Beschuss des Flugfeldes aus einer östlicheren japanischen Stellung.
Die letzten Verteidiger aus Oberst Sumiyas Truppe wurden am frühen Nachmittag von einer drei Kompanien starken amerikanischen Einheit im westlichen Bereich des Flugfelds gesichtet und erfolgreich bekämpft. Mit leichten Panzern trieben die Marines die Japaner schnell bis an den Fuß des Razorback Hill. Dort empfing sie starkes Artilleriefeuer, was ihre Flucht nur noch beschleunigte. In der Nacht auf den 30. Dezember hatten die Marines ihr gesichertes Gebiet wesentlich vergrößert und konnten am Silvestertag des Jahres 1943 mit insgesamt vier Infanteriebataillonen, zwei Artilleriebataillonen und zwei Panzerkompanien das komplette Tuluvu-Flugfeld einnehmen. Am Mittag des 31. Dezember ließ General Rupertus die amerikanische Flagge am Kap Gloucester aufziehen und meldete die Eroberung des Flugfeldes an General Krueger.

### Aktionen im Hinterland
Während der Flugfelderoberung herrschte im Hinterland und an den Landungsstränden relative Ruhe. Zwar wurden weitere Nachschubgüter entladen, aber japanische Angriffe blieben weitestgehend aus. Ausgeschickte Patrouillen stießen hin und wieder auf japanische Soldaten, die nach kurzen Feuerwechseln flüchteten. Einige konnten in ihren Unterständen gefangen genommen werden. Die Zeichen, dass die Japaner einen Durchbruch nach Süden wagen würden, mehrten sich jedoch ständig. Die Amerikaner erwarteten ihn für den späten 28. Dezember. Doch erst bei Einbruch der Nacht am 29. Dezember wurde das japanische Feuer auf die Marines ernsthaft verstärkt und um 1:55 Uhr am nächsten Morgen starteten die Japaner ihren Angriff.

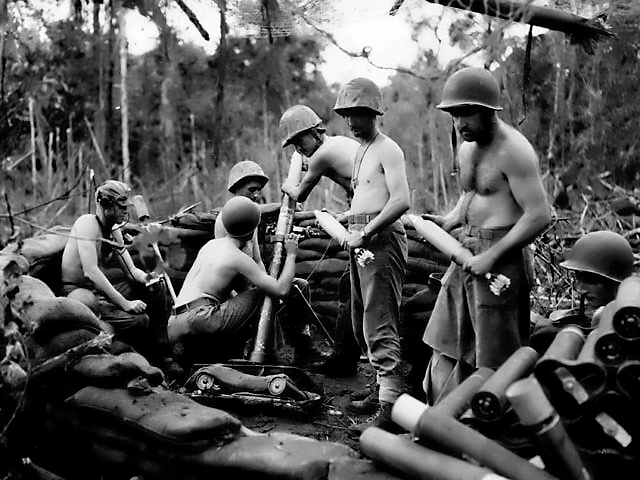
Amerikanische Mörserstellung bei Kap Gloucester

Der erste Durchbruchsversuch misslang zwar, jedoch konnten die japanischen Soldaten beim zweiten Mal ein amerikanisches MG-Nest erobern. Unter Zuhilfenahme der Artillerie gelang den Amerikanern schon wenig später die Rückeroberung und gegen 7:00 Uhr erlosch das japanische Feuer fast vollständig. Die Marines fanden nach der Schlacht 89 japanische Leichen im Dschungel. Nach Aussagen eines japanischen Gefangenen betrug die komplette Streitmacht 116 Soldaten. Selbst hatten die Marines sechs Männer verloren.
Nach dem japanischen Durchbruchsversuch flackerten nur noch sporadisch kurze Feuerstöße auf. Eine japanische Artilleriestellung schoss aus etwa 2,8 Kilometern Entfernung am 31. Dezember einige Granaten auf die amerikanischen Stellungen, doch sie verfehlten alle ihr Ziel und landeten im Meer.
Am Neujahrsmorgen des Jahres 1944 legten PT-Boote am Kap Gloucester an und nahmen viele der verwundeten Amerikaner auf. Sie wurden nach Neuguinea zur Verlegung in Lazarette verschifft.
Bis zum 4. Januar konnten die küstennahen Patrouillen keine Japaner mehr ausmachen. Die vom Tuluvu-Flugfeld geflüchteten Soldaten hatten den beschwerlicheren Weg über den Talawe gewählt, um dann weiter in Richtung Osten zu marschieren. Daher gab General Rupertus den Befehl zur Verschiffung der schweren Waffen in den Yellow-Brückenkopf, was am 5. Januar begann. Die Marines verluden in den Folgetagen alles auf LCMs und setzten Kurs nach Südosten. Das letzte Schiff verließ Green-Beach am 11. Januar. Die Marines selbst kämpften sich bei schlechtem Wetter bis zum 12. Januar zum Flugfeld durch.

#### Suicide Creek
Im Ostsektor des Landungsgebietes hatten die Amerikaner Target Hill in relativer Ruhe die Frontlinie gefestigt. Am Neujahrstag setzten die Japaner allerdings zu einem Gegenschlag an. Bei völliger Unterschätzung der Stärke der dort liegenden Marine-Einheiten teilte der kommandierende japanische Oberst Katajama eine nur leicht verstärkte Kompanie für den Angriff ein. Da die Amerikaner im Laufe des Tages weitere Verstärkung durch die vom Tuluvu-Flugfeld abgerückten Truppen erhielten, waren die Japaner deutlich in der Unterzahl. Am Morgen des 2. Januar begannen die Marines mit ihrem Gegenangriff auf die sich an der Front eingrabenden Japaner. Um 10:00 Uhr übertraten die beiden Angriffsbataillone die Frontlinie und kämpften sich 300 m weit bis zur Dschungelgrenze. Am Ufer eines kleinen Flusses begann das japanische Abwehrfeuer gegen Nachmittag verstärkt aufzuflackern und hielt für den Rest des Tages und der folgenden Nacht mit fast unverminderter Stärke an. Die Amerikaner gruben sich am Ufer ein und gaben dem Fluss den bezeichnenden Namen „Suicide Creek“ (dt.: Selbstmord-Fluss), da sich kein Marine bei dem starken Gegenfeuer der Japaner aufzustehen wagte, was einem Selbstmord gleichgekommen wäre.

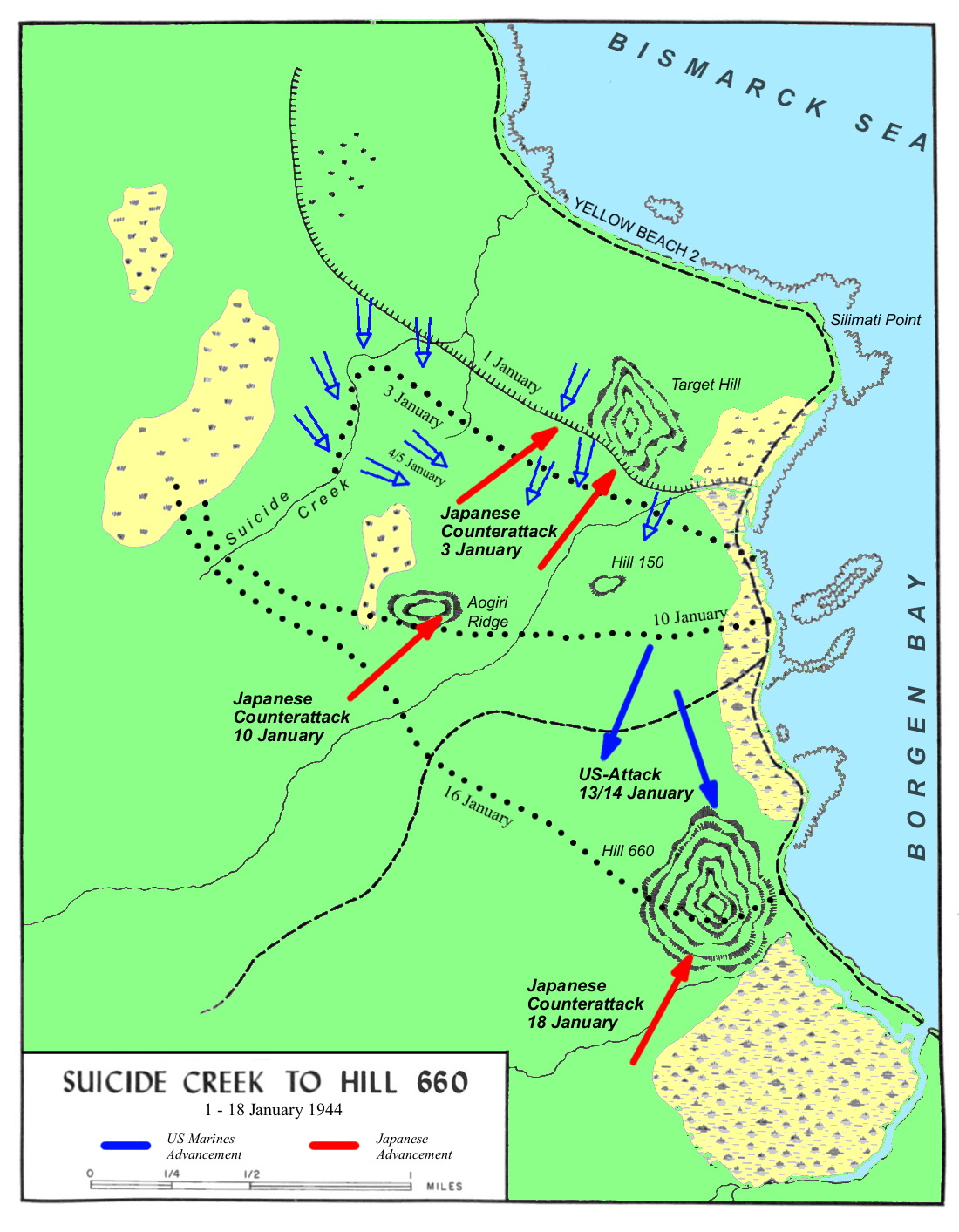
Vom Suicide Creek zum Hügel 660 – 1. bis 18. Januar 1944

Der japanische Vorstoß am frühen Morgen des 3. Januar begann mit Artillerieunterstützung aus dem nahen Dschungel und vom Fuß des Hügels 660. Allerdings gaben sich die Japaner keine Mühe, ihren Angriff auf Target Hill möglichst verdeckt zu gestalten. Lautstark begannen sie Treppenstufen in das Felsgestein zu schlagen, so dass die Amerikaner auf dem Hügel frühzeitig gewarnt waren und die Angreifer leicht ausmachen konnten. Mittels Handfeuerwaffen und Handgranaten trieben die Marines die japanischen Soldaten wieder in den umliegenden Dschungel zurück. Bei Tageslicht feuerte zwar immer noch die japanische Artillerie, jedoch gab es keinerlei weitere Versuche, den Hügel zu nehmen. Marine-Patrouillen entdeckten später am Tag viele japanische Tote, teilweise übereinandergehäuft am Fuß des Hügels. Die Japaner selbst gaben an, bei dem Gefecht 46 Soldaten verloren zu haben. Dazu gab es 54 Verwundete und zwei Vermisste. Die Marines hatten zwei Tote zu beklagen.
Bei der Durchsuchung der japanischen Opfer fanden die Amerikaner bei einem Führungsoffizier mitgeführte Dokumente, die ihnen bei ihrer weiteren Taktik sehr hilfreich waren. Sie enthielten Angaben über die Stärke der japanischen Truppen, deren Kampfordnung und wichtige Stützpunkte im Umland. So wurde ihre Aufmerksamkeit auch auf die Aogiri Ridge gerichtet, die im Landesinneren eine hervorragende Verteidigungsstellung darstellte, von wo aus die Japaner die Frontlinie erreichten.
Währenddessen versuchten die Marines die Japaner vom Suicide Creek zurückzudrängen, doch ihr Vormarsch geriet schon nach kurzer Zeit auf dem anderen Ufer ins Stocken. Nur mit größeren Waffen schien ein weiteres Vordringen möglich und so wurde der Versuch unternommen, die Panzer an die Front zu bekommen. Unter großer Anstrengung konnten die Pioniere im Verlauf des Nachmittags und Abend des 3. Januar einen Knüppeldamm durch das Sumpfgebiet legen, auf dem schwere Artillerie und Sherman-Panzer nach vorn gebracht werden konnten.
Am Morgen des 4. Januar rückten nach schwerem Artilleriefeuer die ersten US-Panzer gegen die Japaner vor. Schon nach kurzer Zeit überrollten sie die Gräben und Erdlöcher, in denen sich die Japaner eingegraben hatten. Diese versuchten zwar direkt, die Panzer mit Sprengstoff anzugreifen, wurden aber von den direkt hinter den Panzern mit vorrückenden Marines daran gehindert. Kurz darauf flüchteten die Japaner in das Hinterland. Die Kämpfe um Target Hill und Suicide Creek kosteten etwa 500 japanische Soldaten das Leben. Die Amerikaner gaben später an, 36 Marines verloren zu haben. Dazu kamen 218 Verwundete und fünf Vermisste.
Den 5. Januar verbrachten die Amerikaner mit dem Heranbringen von Nachschub, um ihre Waffen und Munition zu ersetzen, die während der letzten Kämpfe verloren und aufgebraucht worden war. Zudem gruppierten sich ihre Einheiten für die Attacke auf die Aogiri Ridge neu. Doch zuvor galt ihr Interesse dem Hügel 150, einige hundert Meter hinter Target Hill, von dem aus sie sich eine gute Orientierungsmöglichkeit zum Auffinden des strategisch wichtigen Aogiri Bergkamms erhofften.

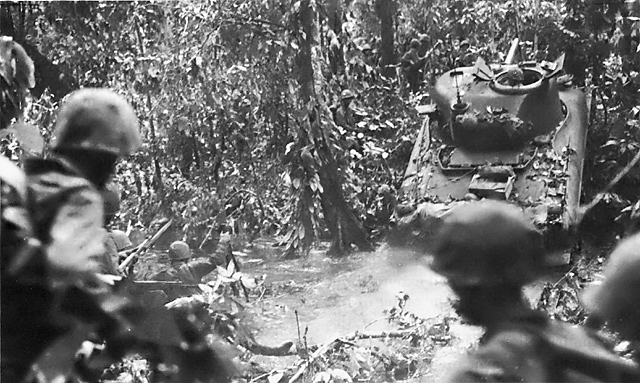
Leichte Sherman-Panzer durchqueren Suicide Creek.

Oberst Katayama, dem zu diesem Zeitpunkt noch etwa 1.320 Soldaten zur Verfügung standen, kommandierte 550 von ihnen ab, damit sie sich zur Verteidigung an der Aogiri Ridge eingruben. Weitere 520 sollten als Reserve dienen. Der Rest zog sich zum von Artillerie bewachten Hügel 660 zurück.
Die Amerikaner beschossen immer wieder mit ihrer Artillerie den Dschungel in der Hoffnung, japanische Stützpunkte, im Besonderen an der vermuteten Position des Bergkamms, zu treffen. Aufklärungsflugzeuge, die seit dem 2. Januar auch vom Tuluvu-Flugfeld starteten, konnten nicht direkt mit den Geschützen Kontakt aufnehmen, da die Funkgeräte nicht funktionierten. In einigen Fällen warfen die Piloten einfach Zettel mit Positionskoordinaten über der nächsten US-Artilleriestellung ab. Auch die Bomber der 5th Air Force hatten große Probleme ihre Ziele zu finden. Aus großer Höhe sah der Dschungel Neubritanniens wie eine große grüne Fläche aus, ohne dass besondere Landmarken ausgemacht werden konnten. So lagen ihre Ziele manchmal nur 400 Meter vor den eigenen Truppen.

#### Aogiri Ridge
Am 6. Januar flogen kurz vor dem Angriffsbeginn zwei Schwadronen B-25 Luftangriffe auf mit Rauchbomben durch einen Tiefflieger markierte Ziele an der wahrscheinlichen Position der Aogiri Ridge. Dann begann ein viertelstündiges Artillerietrommelfeuer. Die Marines verließen um 11:00 Uhr ihre Stellungen. Auf der linken Flanke wateten sie durch den kleinen Fluss am Fuß des Target Hill den engen Pfad unweit des Strandes entlang, bis sie an einer Sperre von japanischen Soldaten unter Feuer genommen wurden. Da die Blockade schon am Vortag von einer Patrouille entdeckt worden war, fuhren direkt hinter den Infanteristen die Sherman-Panzer. Obwohl sie fürchteten, am Ufer des Flüsschens im Morast zu versinken, folgten sie einem vorausfahrenden Halbkettenfahrzeug und gelangten so bis an die japanische Blockadestellung, die umgehend ausgeschaltet wurde. Der immer sumpfiger werdende Pfad führte die Marines bis zu einer nicht auf ihren Karten verzeichneten Abzweigung, von der aus ein Weg landeinwärts führte. Die Marines folgten ihm und erreichten ohne großen Widerstand den Hügel 150.
Auf der rechten Flanke trafen die Amerikaner auf deutlich stärkeres Abwehrfeuer, durch das ihr Vormarsch zum Stehen kam. Die versteckten japanischen Unterstände konnten nicht ausgemacht werden und so gruben sich die US-Soldaten vorerst ein. Nach Einfall der Dunkelheit erkundeten einige Männer Lücken in der japanischen Verteidigung. Doch am nächsten Tag wiederholten sich die Ereignisse. Das japanische Gegenfeuer nagelte die Marines in ihren Stellungen fest. Am 8. Januar begannen sie vorzurücken, obwohl die Japaner das Feuer weiter intensivierten. Die Marines bemerkten ein leichtes Ansteigen des Terrains, je weiter sie an die japanischen Stellungen herankamen. Oberstleutnant Lewis W. Walt, der das Bataillon anführte, vermutete richtig, dass sie den Hang zur Aogiri Ridge erreicht hatten. Gegen 18:00 Uhr gab das Hauptquartier bekannt, dass die letzten 24 Stunden den Amerikanern 15 Tote, 161 Verwundete und fünf Vermisste gebracht hatten.
Erst spät am 9. Januar konnte eine 37-mm-Kanone an die Front gebracht werden. Der Vorstoß gegen Aogiri Ridge begann gegen 16:30 Uhr. Der Plan der Marines fußte auf einer Zangenbewegung, welche die Japaner im Zentrum einschließen sollte. Der erste Angriff, bei dem zwei japanische Bunker genommen wurden, kam etwas später zum Halten, da die Japaner ihr Maschinengewehrfeuer deutlich auf die Angreifer konzentrierten. Auch die zweite Attacke erlahmte und wurde von den Japanern aufgehalten. Die Marines hatten zwar den Bergkamm erreicht, doch die Japaner saßen immer noch in etlichen der 37 Bunker am Berghang, die untereinander verbunden waren. Da sie von den Amerikanern umzingelt waren, blieb ihnen keine Alternative, als irgendwann einen Ausbruchsversuch zu unternehmen. Die Marines blieben nach dieser Erkenntnis an ihren erreichten Positionen und warteten auf diesen Angriff, der um 1:15 Uhr am 10. Januar in mehreren Wellen ausgeführt wurde. Die Japaner stürmten aus den Bunkern und riefen: „Marines you die, prepare to die!“ Die amerikanischen Soldaten eröffneten auf die heranstürmenden Japaner wiederholt, Welle für Welle, das Feuer, bis ihre Munition zur Neige ging. Kurz bevor die Japaner eine fünfte Welle den Hang hinunterschickten, erreichte eine Munitionsnachschublieferung die Marines. Auch die unentwegt nach Gehör feuernde Küstenartillerie intensivierte zu diesem Zeitpunkt ihr Feuer. Damit endete der Kampf um die Aogiri Ridge mit der Vernichtung der fünften japanischen Ausbruchswelle bei Beginn der Morgendämmerung. Die Marines verließen um 8:00 Uhr ihre Gräben.
Ein einziges Widerstandsnest der Japaner hielt sich noch in einer Niederung zwischen Hügel 150 und der Aogiri Ridge. Obwohl Panzer herangeführt wurden, dauerte es bis zum 11. Januar, bevor der letzte Japaner im Kugelhagel der Marines umkam.
Nach den Kämpfen bezifferte das Hauptquartier der Amerikaner die Verlustzahlen seit dem Landungstag mit 170 Toten, sechs Tote, die ihren Wunden erlegen waren und vier aus anderen Gründen verstorbene Soldaten sowie 636 Verwundete. 588 von ihnen konnten in Lazarette auf Neuguinea ausgeflogen werden. Der US-Geheimdienst benannte für die Matsuda Force 2402 Gefallene und 11 Gefangene. Als verwundet schätzte man etwa die gleiche Anzahl wie Gefallene.

#### Hügel 660
Den ganzen 12. Januar verbrachten Spähtrupps der Marines mit dem Auskundschaften des Küstenpfads in Richtung Hügel 660, der nächsten Angriffsdirektive. Japanische Verteidiger waren dort nicht auszumachen. Auch zwischen der Aogiri Ridge und Hügel 150 blieb alles ruhig. Die Marines entschieden sich mit zwei Panzern, einem Armee-Raketenwerfer, drei Kanonen und zwei Infanteriezügen eine Blockadestellung auf dem Küstenpfad zu errichten, die den Zugang zur Borgen Bay für die Japaner sperren sollte. Beschlagnahmte Unterlagen japanischer Gefangener zeigten den Amerikanern ein ziemlich gutes Bild der zu erwartenden japanischen Abwehr. Kaum stand die Stellung auf dem Pfad, beschoss die US-Artillerie mit Kanonen und Mörsern den Hügel 660. Zusätzlich flog die US-Luftwaffe einige Bombereinsätze.

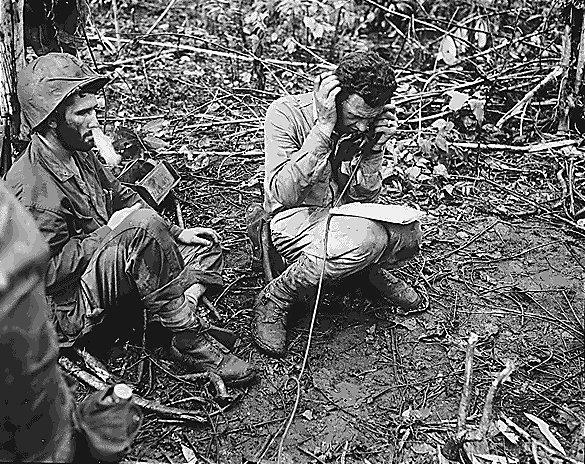
Ein Bataillonskommandant der Marines empfängt einen Bericht von einem seiner Kompaniekommandanten

Um 8:00 Uhr am 13. Januar begann der amerikanische Bodenvorstoß. Schon die ersten Marines, die den Fuß des Hügels erreichten, konnten feststellen, dass das Bombardement den japanischen Gräben und Unterständen erhebliche Schäden zugefügt hatte. Gegen 9:30 Uhr begannen die US-Soldaten, den Hügel hinaufzusteigen. Da der Aufstieg sehr steil war, schulterten viele ihre Gewehre, um sich besser festhalten zu können. Plötzlich eröffneten die Japaner direkt vor ihnen das Feuer, so dass sie sich nur noch auf den Boden werfen konnten, um in eine einigermaßen sichere Position zurückzukriechen und das Gegenfeuer zu eröffnen. Ein Flankenangriff, der kurz danach von den Marines begonnen worden war, schlug fehl. Nachfolgende Soldaten konnten den Hügel nicht mehr erreichen, da ein japanisches Maschinengewehr über die Köpfe der am Hang liegenden US-Soldaten auf den Fuß des Hügels feuern konnte. Erst ein Panzer, der am Nachmittag am Hügel eintraf, gab den Marines die Möglichkeit, sich in sichere Positionen für die Nacht zurückzuziehen.
Im Verlauf der folgenden Nacht belegte die US-Artillerie den Hügel 660 unentwegt mit Granatenfeuer. Die Marines versuchten am nächsten Morgen den Hügel erneut zu erklimmen. Dieses Mal folgten ihnen unmittelbar einige Panzer, die allerdings bald an einer Schlucht stoppen mussten. Trotzdem konnten die Amerikaner die Japaner weiter zurückdrängen. Im immer steiler werden Terrain am Gipfel mussten sie sich zeitweise Hand um Hand hochziehen. Unterdessen gelang es, mit Mörsern die japanischen Maschinengewehrstellungen auszuschalten. Deren Besatzungen rannten kopflos den Hügel hinunter, direkt in die auf dem Küstenpfad aufgestellte Sperre. Andere suchten Deckung in den Sumpfgebieten. Am Abend hatten die Marines Hügel 660 in ihrer Hand. Umgehend begannen sie Abwehrmaßnahmen gegen einen japanischen Gegenangriff zu treffen, was durch einsetzenden heftigen Regen erschwert wurde. Der Regen hielt auch die Japaner von einem direkten Gegenangriff ab. Nur vereinzelt kam es im Verlauf der Nacht zu kleineren Scharmützeln.
Am 15. Januar bauten die Marines die Verteidigungsstellungen mit neu herangebrachten automatischen Waffen weiter aus. Anzeichen, dass sich größere japanische Einheiten auf einen Angriff vorbereiteten, konnten nicht ausgemacht werden, doch die Japaner wollten den strategisch wichtigen Hügel ohne einen letzten Versuch der Rückeroberung nicht aufgeben. Im Tagesverlauf schlichen sich ihre Soldaten von Süden durch das Sumpfgebiet an den Fuß des Hügels und bezogen in der Nacht Angriffspositionen.
Unter lautem Geschrei begann um 6:30 Uhr am 16. Januar der letzte Versuch der Japaner, Hügel 660 zurückzuerobern. Mit Maschinengewehrunterstützung stürmten sie auf die amerikanischen Stellungen am Steilhang zu. Die Marines hatten aber viele kleine und mittlere Automatikwaffen herbeischaffen können. Das Feuer war so stark, dass die Japaner schon nach wenigen Minuten zurückgedrängt wurden. Mit anschließendem konzentrierten Mörserfeuer trieben die Amerikaner sie schließlich zur Flucht. Diese letzte Attacke kostete 110 von ihnen das Leben. Weitere 48 starben beim Versuch, den von den Panzern gesperrten Zugang nach Norden und zur Borgen Bay zu durchbrechen. Insgesamt kamen bei den dreitägigen Kämpfen um Hügel 660 mehr als 200 Japaner und 50 Marines ums Leben.

### Ende der Operation Dexterity
Die Tage nach der Einnahme von Hügel 660 waren vom Ausbau der US-Stellungen gekennzeichnet und die Japaner begannen ab dem 24. Januar mit dem Rückzug ihrer Einheiten aus West-Neubritannien, um sich bei Kap Hoskins zu sammeln. Um vor unvorhergesehenen Attacken der Japaner gewappnet zu sein, schickten die Marines täglich intensiv Patrouillen in das Hinterland, die jedoch keinerlei Anzeichen für japanische Anstrengungen in dieser Hinsicht sahen. Trotzdem wurden alle Zugangspfade in Richtung Borgen Bay und des Tuluvu-Flugfelds mit Blockaden ausgestattet.

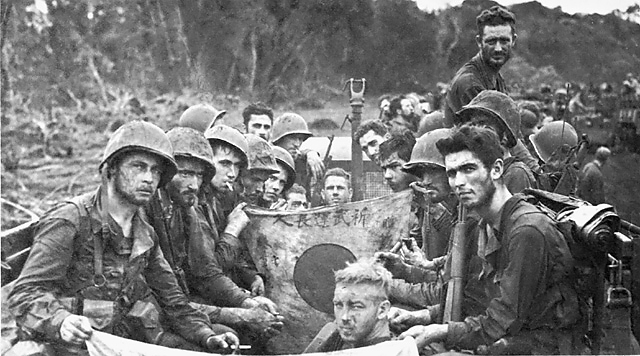
Die Marines präsentieren nach 23-tägigen Kämpfen eine japanische Flagge

Gegen Ende Januar und Anfang Februar kam es bei der Auskundschaftung und Verfolgung der flüchtenden Japaner zu einigen Zwischenfällen am Berg Langila, bei Aipati und im Raum Gilnit.
Bei Arawe, dem Landungsort der Operation Director, war es relativ ruhig geblieben. Nach einigen kleineren Angriffen gegen den amerikanischen Brückenkopf im Dezember 1943 zogen sich die Japaner in den Dschungel zurück und begannen dort einen Riegel gegen die Amerikaner aufzubauen, der aus getarnten Unterständen, Erdlöchern und Bunkern bestand. Marinepatrouillen beobachteten das Vorgehen und versuchten die Japaner weiter zurückzudrängen, konnten aber keine Erfolge verbuchen. Bis zum 6. Januar erblickten die Amerikaner während der Scharmützel keinen einzigen Japaner, so berichtete General Cunningham an General Krueger. Weiter bat er ihn, Artilleriegeschütze und Panzer als Nachschub zu liefern. Drei Tage später verließ eine kleine Flotte Finschhafen und brachte die angeforderten Waffen. Unter Zuhilfenahme der Panzer rückten die Amerikaner vom 13. bis 15. Januar in den Dschungel vor. Am Morgen des 16. Januar flog zusätzlich ein B-24-Geschwader einen Einsatz, bei dem 136 1000-Pfund-Bomben auf die japanischen Stellungen abgeworfen wurden. 20 B-25-Bomber folgten mit weiteren Bomben und Maschinenkanonenbeschuss. Auf dem Boden begannen die Marines mit einem Artillerie- und Mörsereinsatz, der den Panzern den Weg durch die japanischen Stellungen bahnte.

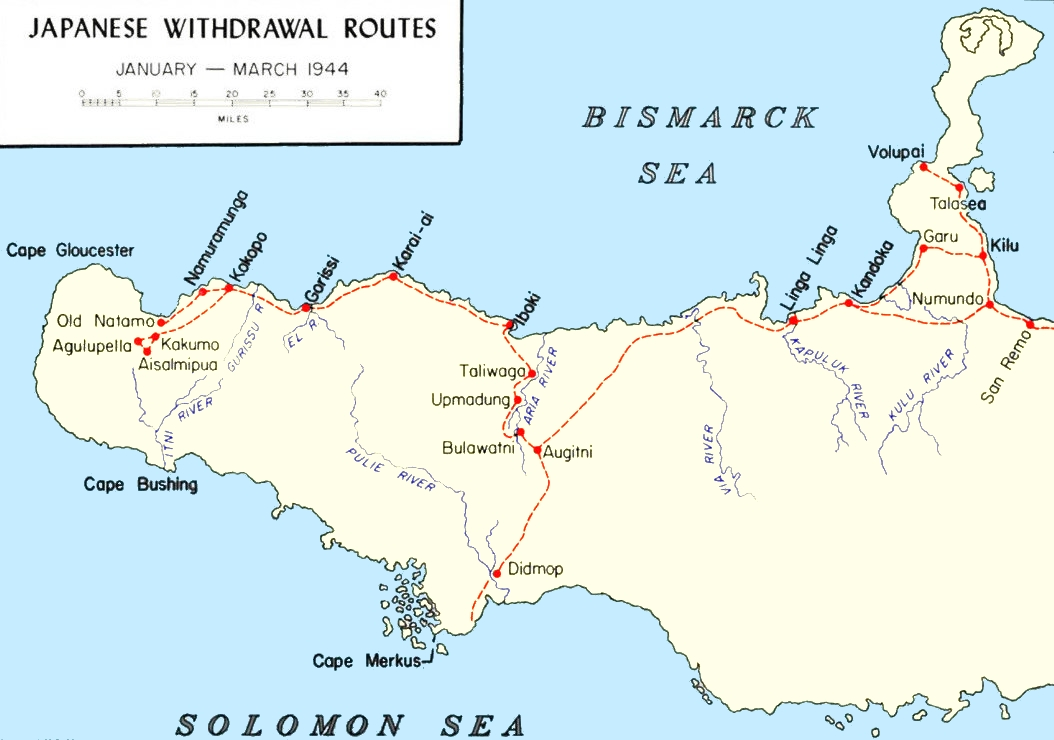
Japanische Rückzugswege

Der japanische Kommandeur Komori ging fälschlicherweise davon aus, dass die Amerikaner nur ein Ziel hatten, nämlich das Lupin-Flugfeld nordöstlich des Brückenkopfes zu erobern. Daher zog er sich zur Verteidigung dorthin zurück, um auf den Angriff zu warten. Nachdem sich tagelang nichts ereignet hatte und die Amerikaner in ihren Stellungen blieben, funkte Komori an seine Division die Anfrage, ob er mit seinen Einheiten, die zunehmend unter Hunger und Durst litten, den Rückzug nach Norden antreten könne, da das Flugfeld für die Amerikaner wohl zu unbedeutend sei. Er wurde in der Antwort aber zunächst zum Aushalten aufgefordert. Erst am 24. Februar kam der Rückzugsbefehl und die Japaner verließen umgehend den Raum um Arawe.
Obwohl das offizielle Ende der Operation Dexterity vom Hauptquartier der Alamo Force am 10. Februar verkündet wurde, dauerten die direkten Nachwirkungen bis zur Besetzung der vorgesehenen Positionen im Raum der Iboki Plantage am 24. Februar.
Die flüchtenden japanischen Verteidiger erreichten völlig entkräftet die weiter östlich gelegenen Dörfer, nur um festzustellen, dass die dort gelagerten Vorräte bereits in Richtung Rabaul abtransportiert worden waren. So konnten sie sich auf ihrem Weg nur von Früchten auf den Plantagen und Wasser aus den Flüssen ernähren. Anfang März lieferten sich Reste der Matsuda Force mit den unterdessen bei Kandoka gelandeten Marines ein Feuergefecht. Die Marines verfolgten die Japaner bis zum Ende des Monats und fügten ihnen wiederholt Verluste bei. Anfang April erreichten die Japaner Kap Hoskins.
Das Tuluvu-Flugfeld verlor jedoch nach und nach an Bedeutung, da es den Pionieren nicht schnell genug gelang, die Lande- und Startbahnen wieder in Stand zu setzen. Das Saidor-Flugfeld, 175 Kilometer nordwestlich von Finschhafen war eher einsatzfähig. Erst am 28. Januar landete die erste amerikanische Maschine auf Tuluvu und am 13. Februar konnte als erste Einheit das 35. US-Kampfgeschwader dort stationiert werden.

## Folgen
Nach der Besetzung von West-Neubritannien begannen die Folgeplanungen für das weitere Vorgehen zur Annäherung an Rabaul im Osten der Insel. General Krueger überlegte, an der Willaumetz-Halbinsel zu landen und von dort aus Kap Hoskins und das dortige japanische Flugfeld einzunehmen. Für diese Operationen stand die 1. Division allerdings nicht mehr zur Verfügung, da sie von der Marineführung für weitere amphibische Landungseinsätze auf den Palau-Inseln abgezogen worden war. Als Ersatz landeten ab dem 28. April 1944 Einheiten der 40. Infanteriedivision unter Generalmajor Rapp Brush von den Salomonen kommend auf Neubritannien.
Der Dexterity-Erfolg bewog die amerikanische Führung, die Operationen zur Isolierung von Rabaul zeitlich enger zu planen. General MacArthur gab schon am 13. Februar die Direktive zur Einnahme von Manus auf den Admiralitätsinseln und Kavieng auf Neuirland heraus. Sein Fernziel, die Rückeroberung der Philippinen, sollte im Oktober des Jahres erfolgen.
Durch die alliierte Besetzung des Westens Neubritanniens waren die westlichen Anflugrouten auf Rabaul für alliierte Bomberverbände frei von japanischem Flugabwehrfeuer und Abfangjägern. Im weiteren Verlauf wurden zudem auf dem Flugfeld bei Kap Gloucester eigene Jäger- und Bomberverbände stationiert. Die stetig zunehmenden Angriffe, bei denen die Japaner beispielsweise zwischen dem 17. Dezember 1943 und dem 19. Februar 1944 250 Kampfflugzeuge verloren, veranlasste die japanische Militärführung, die verbliebenen Maschinen von Rabaul abzuziehen, womit die Stadt und die dort stationierten japanischen Truppen und Schiffe vollkommen ohne Luftdeckung auskommen mussten.

## Filme
- Attack: The Battle for New Britain (1944). Produzent: Frank Capra – Dokumentarfilm, DVD, USA, (2003)